# Berge
Pour les articles homonymes, voir Berge (homonymie).
Une berge est d'abord un talus plongeant dans l'eau, une pente naturelle, aménagée ou entièrement artificielle en contact avec l'eau de la rivière. En ce premier sens, ce terme technique, propre à la batellerie, aux aménageurs ripuaires ou aux maîtres de rivière, diffère fondamentalement de la rive qui est l'espace de terre entre le point haut de ladite berge et la rivière, et correspond à la bordure pentue (relevée ou escarpée) d'un cours d'eau (torrent, rivière, fleuve), ou d'une pièce d'eau fermée (étang, lac)...
L'érosion des berges est autant un sujet d'études théoriques qu'une préoccupation pratique des gestionnaires des cours ou plan d'eau.
C'est uniquement par l'influence littéraire ou l'art de la métaphore que les Belles-lettres françaises ont cultivé que les berges d'un fleuve ont fini par se confondre de manière floue avec ses rives. Le pluriel a laissé la place au singulier, dans une foule d'expression d'agrément, comme le chemin de berge ou une route de berge, longeant un cours d'eau au long de sa berge. Dans cette dernière acception ni technique ni paysanne, une berge est alors synonyme de rive, soit l'interface eau-terre d'un cours d'eau ou d'une pièce d'eau. Nous ne traiterons ici que la première signification.

## Origine et étymologie du mot et dérivations littéraires

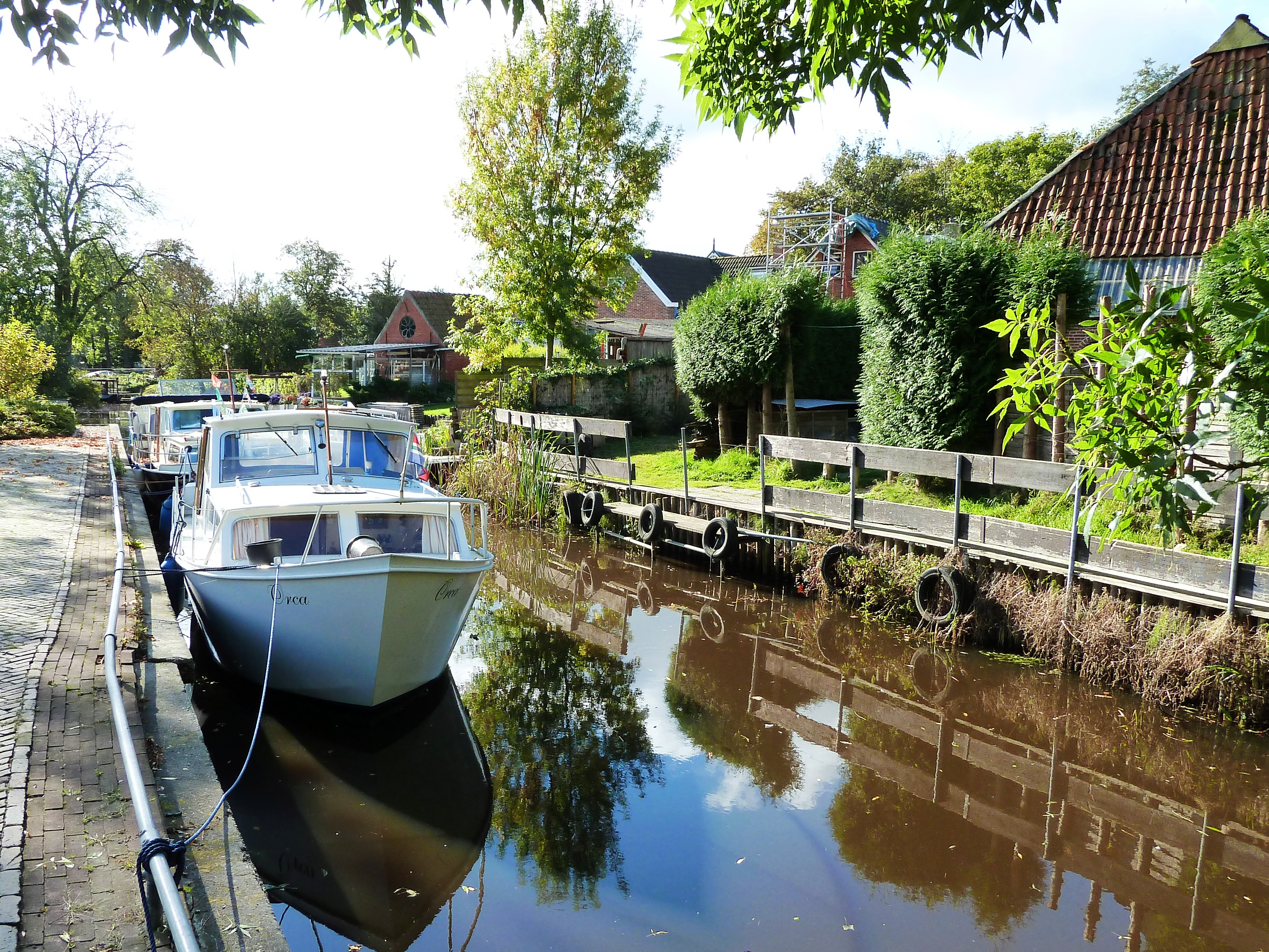
Berges aménagées à Visvliet (Pays-Bas).

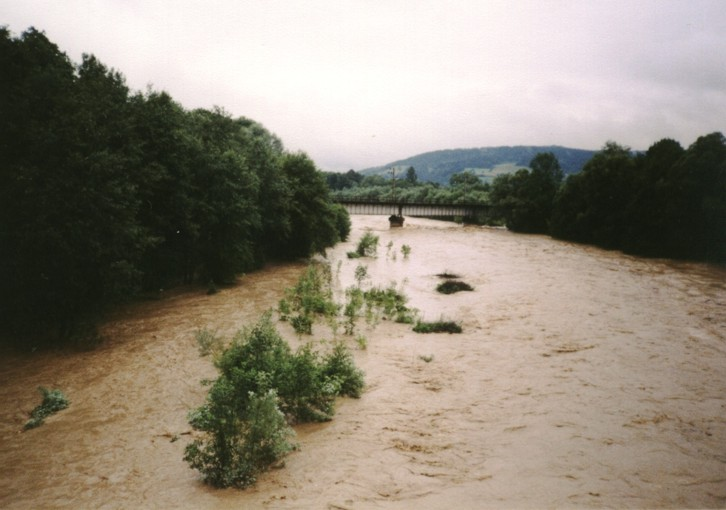
La berge habituelle est la pente menant au lit mineur ; Mais lors d'inondation ou d'étiage bien différent, les limites pentues du cours d'eau varient.

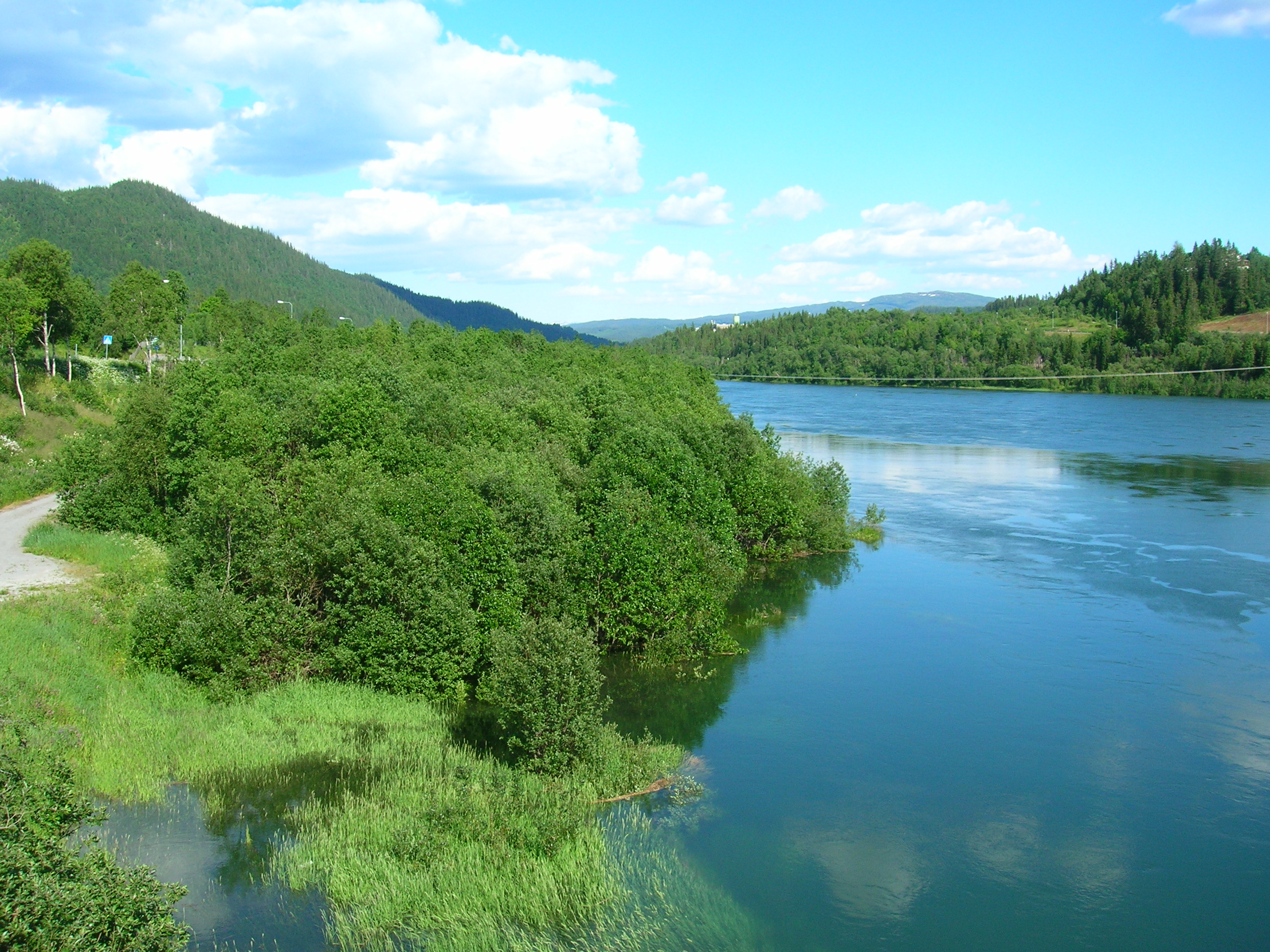
La berge peut définir écotone aux limites parfois imprécises.

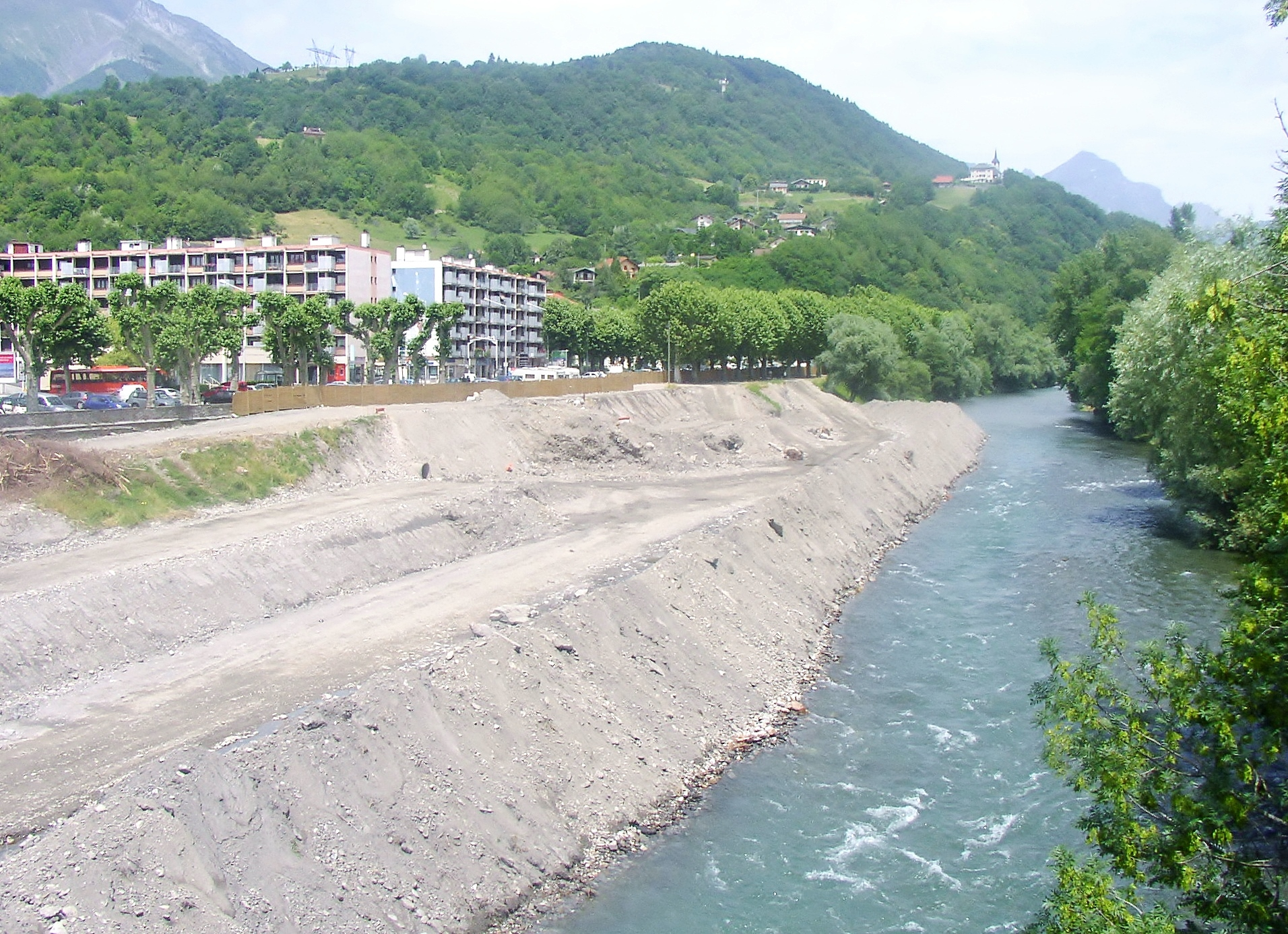
Berge artificielle à Albertville en Savoie.

Le terme berge bien attesté en 1403, vient du mot ancien français berche. Il est reconnu en 1380 par le dictionnaire d'ancien français de Godefroy, et signifie bord escarpé d'une fortification, d'une rive, d'une montagne. Ce dernier terme technique est issu du latin populaire d'origine gauloise, barǐca, bord plus ou moins pentu de la rive, de la rivière, soit la berge ou lieu d'accostage, pente de la rive, grève. Sa parenté lointaine semble prouvée avec le gallois bargod, bord. Ce terme est en conséquence un ancien vocable de la batelle ou transport sur l'eau.
Les berges sont en conséquence les bords pentus, souvent exhaussés, des cours ou plans d'eau. Les eaux peuvent affouiller la berge et former un couloir de pénétration. Une berge peut être escarpée ou affaissée, raide ou étendue, c'est-à-dire correspondre à une plage étendue, au sens italien de plaggia, pente douce. Une berge peut être dure ou molle, glissante, lisse ou accrocheuse, boueuse, facile à gravir, glacée ou dégelée. Elle peut être ravinée ou consolidée par un mur de planches ou de pierre, c'est-à-dire bajoyée, voir bétonnée.
Il est possible de gravir ou de descendre une berge, à l'instar d'une pente montagneuse, de la longer tout comme un ravin. Le terme berge est un synonyme de talus, de bord relevé d'un chemin ou d'un fossé quelconque. Les marins explorateurs craignent une improbable avancée de berge inconnue. La berge, vocable de marine, est un rocher élevé à pic au flanc d'une côte.
Au XVIIe siècle, les Belles-lettres ont accaparé ce mot concret, trivial, à de modestes locuteurs paysans et de bateliers. En l'affublant d'une étymologie savante, avec le mot latin barus indiquant un côté divergent, opposé en géométrie, les lettrés puristes se sont plus à décrire les deux berges, sans oublier le long des berges les aménagements, à commencer par les routes et les chemins, les voies sur berges. Les berges majestueuses d'un fleuve sont évidemment ses rives, et non ses berges au sens trivial. Ses nobles expressions littéraires ont bien gommé la langue concrète et traditionnelle des hommes de la rivière. Le chemin de berge, au sens vague, a fini par remplacer la berme ou chemin de halage.
Les métaphores ont fleuri, assimilant indistinctement rive, rivage, bord et limite. La berge est devenue un lieu retiré, aux limites du monde, voire un lieu de contemplation. L'homme de lettres romantique reste sur la berge à contempler l'histoire : il y observe les acteurs de l'histoire, comme un simple riverain le flux de l'eau, portant bateaux et péniches… L'évanescence, pour ne pas dire la beauté puriste de ces modes d'expressions littéraires, généralisées par l'éducation, mène la langue, progressivement dépourvue de ses vocables techniques et précis, vers une impasse.

## Typologie
Les berges ont dans la nature un tracé mouvant, qui évolue dans le temps suivant les divagations des courants et/ou des ondes de pression. L'Homme a cherché à améliorer, stabiliser, rectifier ce tracé au prix de lente évolution parfois catastrophique car le milieu anthropisé a détruit les multiples équilibres naturels.
Suivant leur nature, les berges sont sensibles à l'érosion, essentiellement de nature hydrique. L'érosion peut être fortement exacerbée par de très nombreux facteurs, dont une petite partie est décrite ici, dans le cas de matériaux constitutifs de la berge, essentiellement terreux :
- l'effet du courant d'eau, car le débit peut varier nettement suivant l'endroit. Les rencontres de courants aux confluences peuvent être ravageuses, et variables selon les effets cumulatifs ou bloquants. Les courants dépendent de la topographie du tracé global de la rivière, en particulier de la présence de barrages et de leurs rejets parfois brutaux, amenant des dépôts ou ennoiements tout aussi rapides ;
- par les tourbillons, lorsque le courant de la rivière entre en turbulence. L'effet mécanique devient aléatoire et moins prédictible.
- le choc répété des bateaux et embarcations ;
- par le batillage, c'est-à-dire l'oscillation du plan d'eau ou de la rivière calme, provoquée par le passage d'un bateau ou simplement par un vent régulier ou des coups de vent violent. Dans les cas extrêmes, les grandes oscillations dégénèrent en une vague dirigée vers une direction, voire une onde de tempête ;
- par les crues ou les violents chocs d'embâcles d'une manière catastrophique. Les objets déposés sont saisis par la rivière ou le fleuve en crue, voire par un simple ruisseau, et deviennent autant de multiplicateurs de chocs qui accroissent le potentiel érosif ;
- par le piétinement abusif des hommes ou des animaux. Le bétail qui descend à l'eau pour boire ou traverser peut aussi endommager les berges fragiles, de même que les pêcheurs ou les promeneurs, en situation de surfréquentation ;
- par des glissements de terrain de diverses ampleurs, lorsque des lentilles d'eau sont présentes sous les pentes ;
- par la dessiccation des berges terreuses, dans un contexte de sécheresse de sol. Durcissement et craquellement des croûtes argileuses ou d'alluvions à nu favorisent une érosion éolienne ;
- par l'usage de remblai tout venant et instable, pour prétendument combler les creux ou éliminer la progression du ravinement ;
- par une stabilisation inappropriée à l'aide d'arbres à mauvaises racines, tels les peupliers x americana hybrides qui arrachent la berge lors de leurs chûtes souvent faciles. Le mauvais maintien de ces arbres sape irrémédiablement les berges. Les gros animaux peuvent ensuite agrandir facilement les grosses cavités ;
- par l'usage de désherbants sur les berges[Note 1] ;
- par l'action d'espèces (introduites en Europe telles que l'écrevisse américaine, le rat musqué ou le ragondin.

Pour ces raisons, elles sont souvent stabilisées par une végétation robuste et surtout par une sylve avec des arbres à longues racines et/ou de manière radicale artificialisées.
Les berges couvertes de forêts ou densément boisées sur une longueur significative sont dites ripisylves. Elles constituent des écosystèmes particuliers devenus rares, où le niveau d'eau peut fortement fluctuer (forêts alluviales inondables). Si les berges d'un cours d'eau sont entièrement boisées et que la canopée est jointive, on parle alors de « forêt-galerie ».
Les berges fluviales et de canaux sont parfois longées d'un chemin de halage, autrefois utilisé pour tirer les bateaux ou péniches ou dans un sens générique, une berme.

## Écologie
L'espace géographique démarrant au sommet d'une berge et qui a une incidence directe sur l'état de l'écosystème aquatique, est appelé « zone riparienne » ou « corridor rivulaire ».
Les berges naturelles abritent une biodiversité spécifique; ce sont des écotones et en tant que telles, ces interfaces eau-sol ou ces zones de transition étagées sont des milieux (habitats) vitaux ou importants pour de nombreuses espèces de poissons, mais aussi pour de nombreuses autres espèces aquatiques ou semi-aquatiques ou espèces vivant aussi dans les milieux adjacents et naturellement pour les espèces rivulaires (par exemple de nombreux arthropodes, l'écrevisse, la musaraigne aquatique, la bergeronnette ou le martin-pêcheur qui y creuse son nid). C'est le long des berges d'étang ou de mares que viennent pondre les grenouilles, crapauds et salamandres.
Les échanges sols-eau y sont importants, notamment pour l'eau, les nutriments , le cycle du carbone.
Les berges ont dans la nature une fonction importante de « corridor biologique » et souvent de « zone tampon », elles sont aussi source d'une « pluie » de nourriture vers l'eau. Inversement, les invertébrés aquatiques et les poissons sont une source de nourritures (et de nutriments pour ce qui concerne leurs excréments et autres déchets métaboliques) pour de nombreux animaux vivant sur les berges.
La gestion de la berge influence fortement le paysage et les services écosystémiques qu'il peut fournir. Une gestion écologique et donc différenciée permet de restaurer une fonction de corridor écologique et d'abri-écotonial pour de nombreuses espèces. L'artificialisation des berges et notamment les berges de béton ou palplanches posent de graves problèmes d'écologie du paysage, car outre qu'elles perdent leur fonction de corridor biologique, elles ne permettent plus les échanges normaux terre-cours d'eau ou lac (perte de connectivité écologique). De plus, il est fréquent que les animaux qui tombent ou descendent dans l'eau ne puissent ensuite plus remonter et se noient.
Les berges peuvent être protégées de certaines pollutions (pesticides et engrais), notamment par des bandes enherbées conservées le long du cours d'eau ou d'une pièce d'eau. De même, des bandes ou talus enherbés et/ou boisés disposés dans le bassin versant, perpendiculairement à la pente peuvent fortement limiter les apports par le ruissellement de pesticides et eutrophisants dans l'eau.
On appelle ripisylve l'écosystème forestier ou naturellement boisé d'une berge.
L'artificialisation des berges est un puissant facteur de fragmentation écopaysagère et de régression ou disparition d'espèces sur des linéaires plus ou moins important de cours d'eau. Des routes sont parfois construites le long d'une berge : voie sur berge (ex : à Paris, à Grenoble, à Avignon, etc.).
Conserver une zone d'expansion de crue enherbée et/ou boisée sur les berges des cours d'eau torrentueux limiterait beaucoup les dégâts, sans éliminer l'érosion des berges qui est un phénomène normal (divagation du cours d'eau et écologiquement nécessaire à la biodiversité).
Remarque : Dans la nature (dans l'hémisphère nord), le castor joue un rôle particulier et important en conservant localement des berges éclairées et en augmentant le stockage de l'eau par ses barrages. Le nom commun bief, et les toponymes Beuvry, la Beuvrière, ainsi que l'hydronyme « Bièvre » feraient allusion, selon certains toponymistes, à l'ancien nom français du castor "bièvre", mot dérivé du latin populaire bebrum et encore prononcé selon les dialectes d'ancien français biber, biever, bever, beber, fiber.
Quand les saumons du Pacifique remontaient et là où ils remontent encore, la plupart meurent après la ponte et sont la source, par recyclage naturel, d'une vie intense et pérenne. Leurs cadavres sont ou étaient une source importante de nutriments pour les racines, les crustacés, mollusques et insectes des rivières, et la faune des berges (phosphore, magnésium, iode bioaccumulés par les poissons leurs de leur séjour en mer notamment).

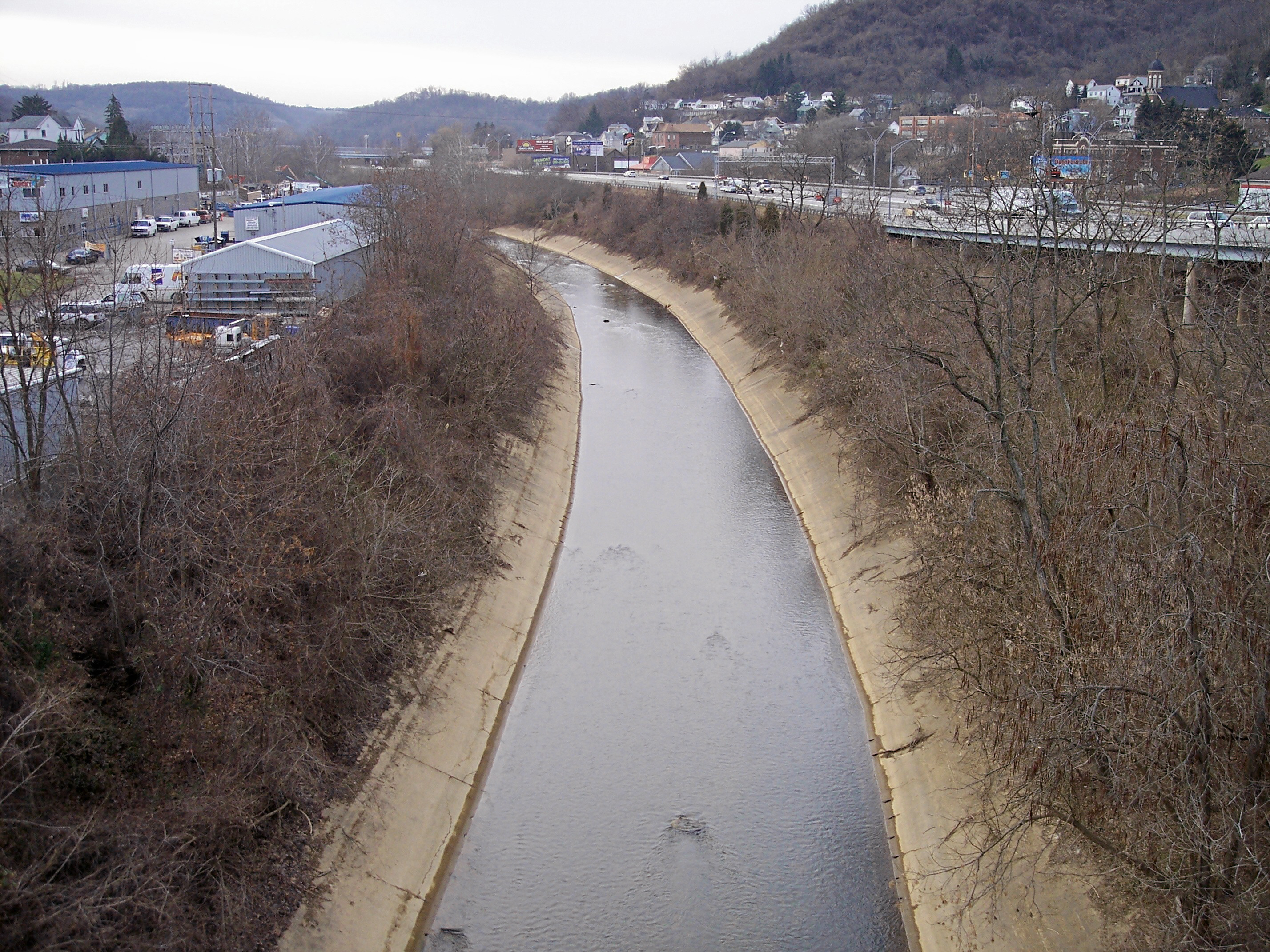
Berges totalement artificialisées, ne permettent pas d'échanges transversaux avec l'environnement.
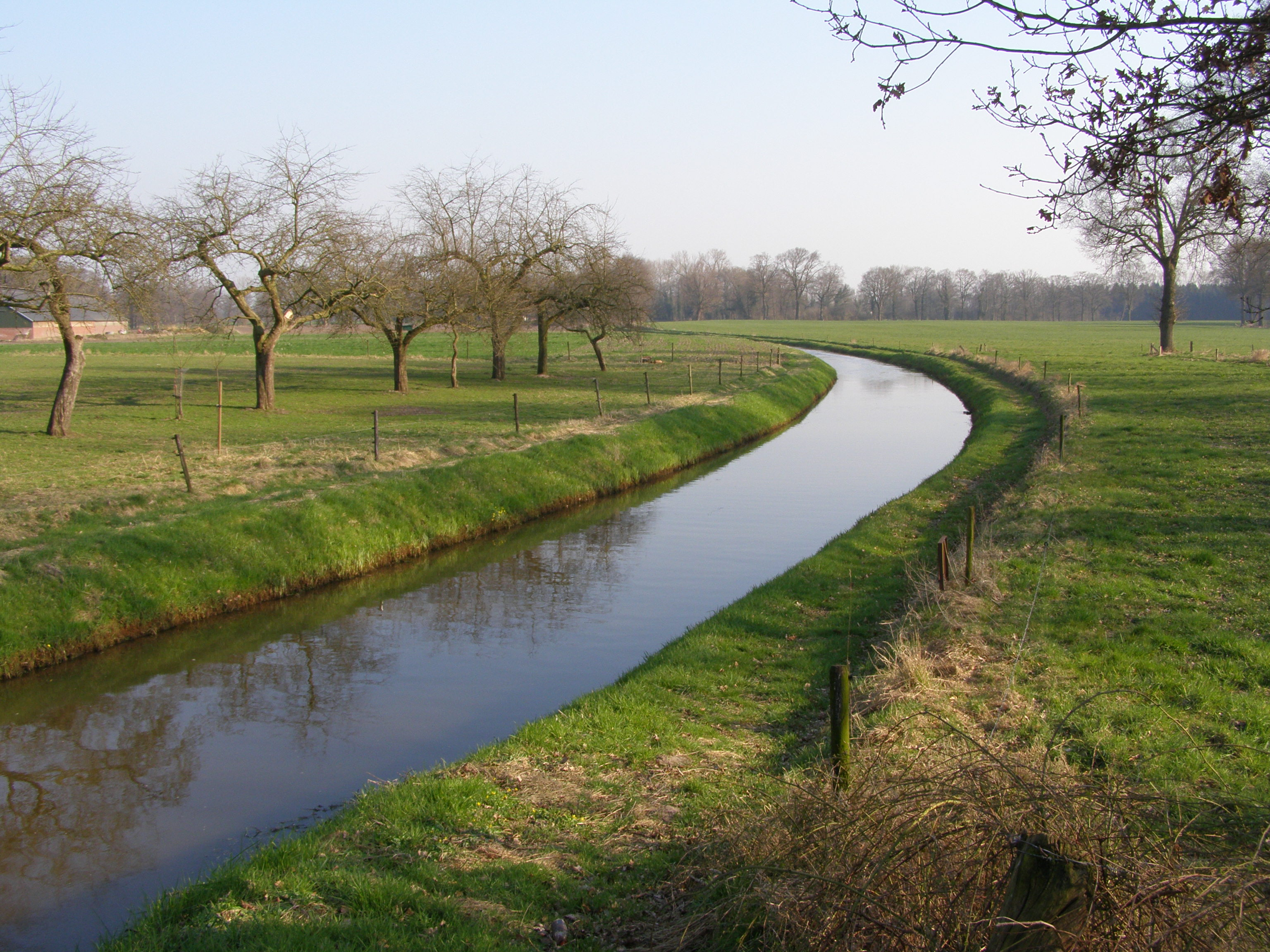
Chemin de berge.
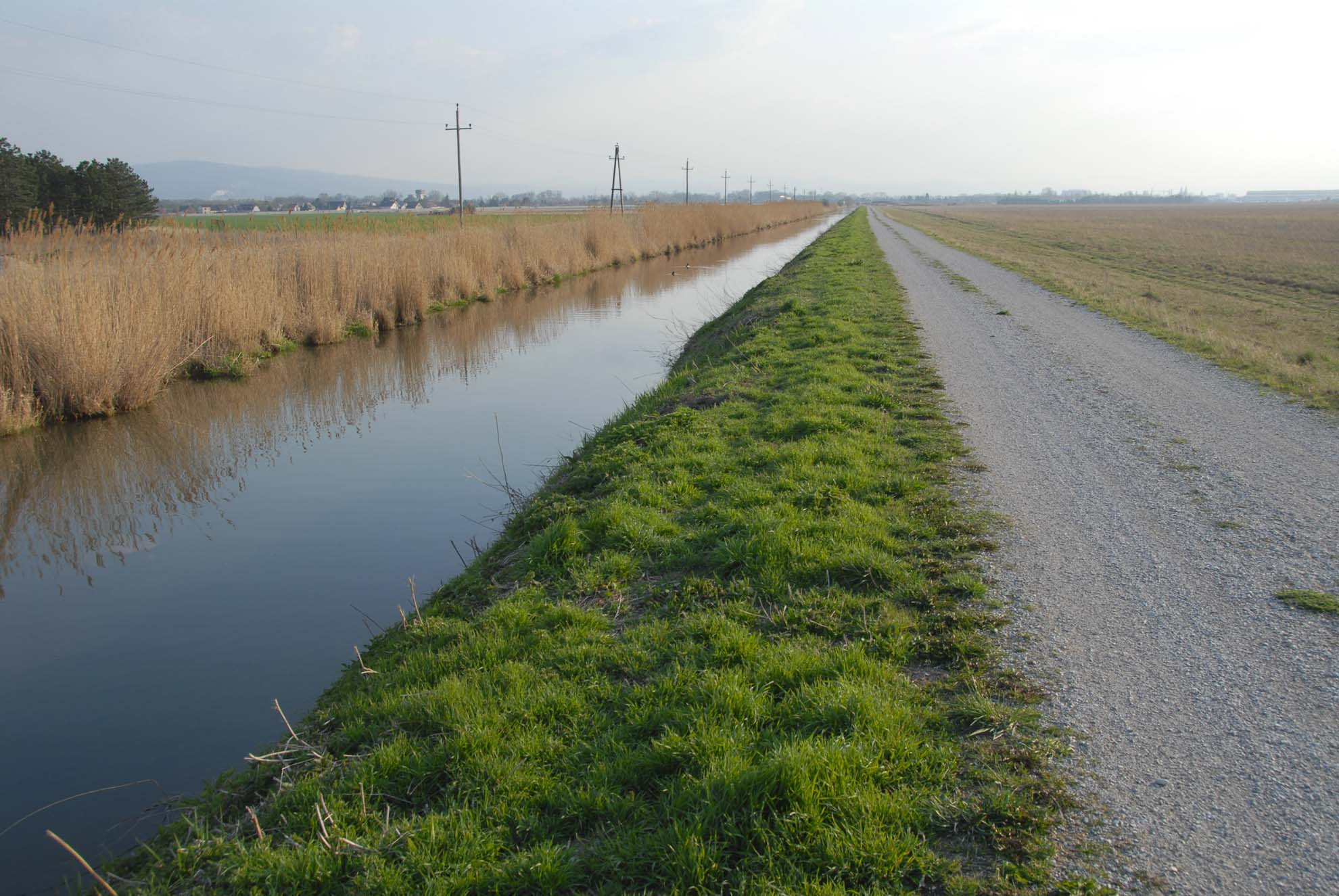
Une fauche trop fréquente et sans enlèvement, l'absence de ripisylve et de pâturage appauvrissent le milieu de la berge.
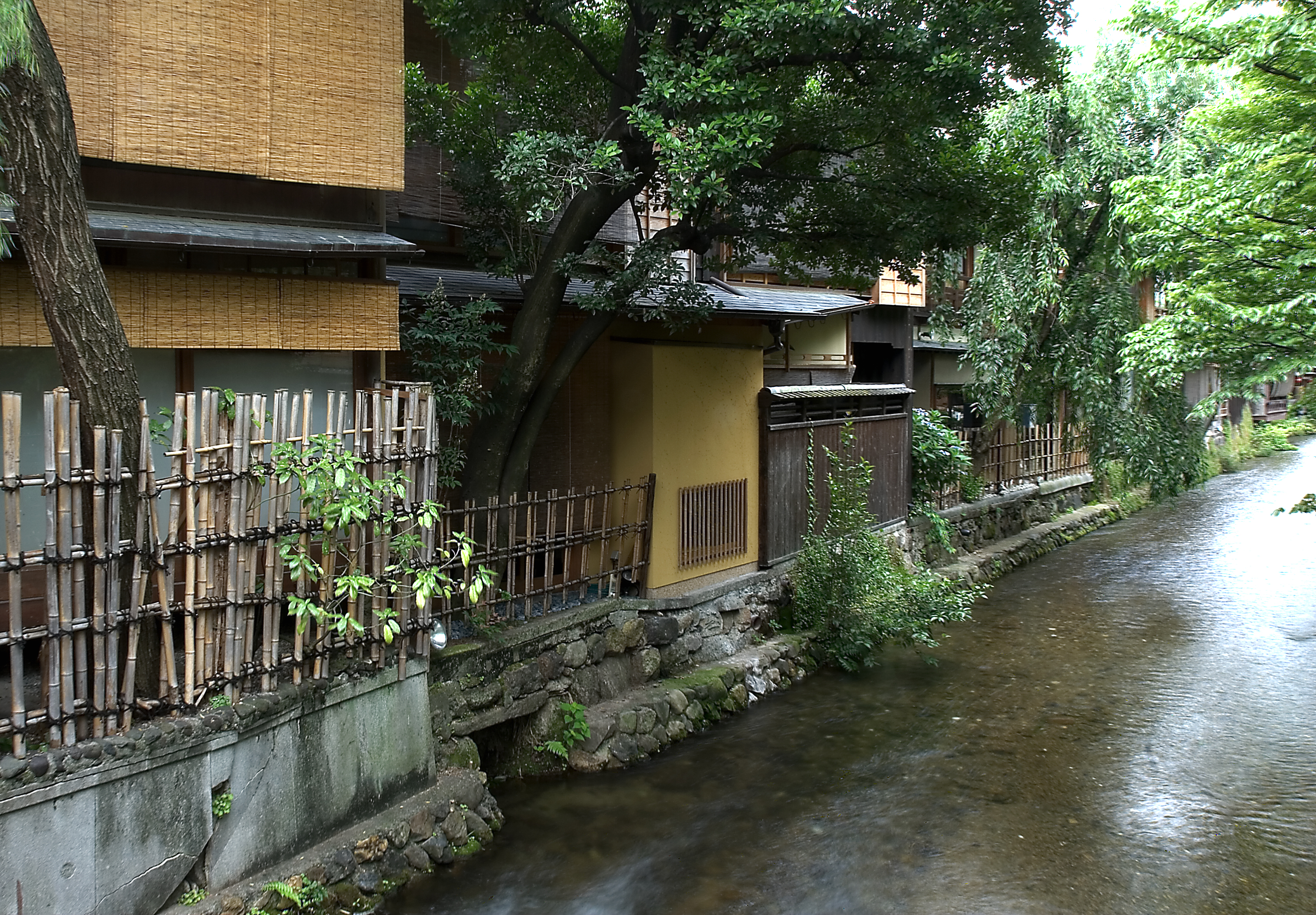
L'urbanisation et la périrurbanisation sont de puissantes causes d'artificialisation des berges.
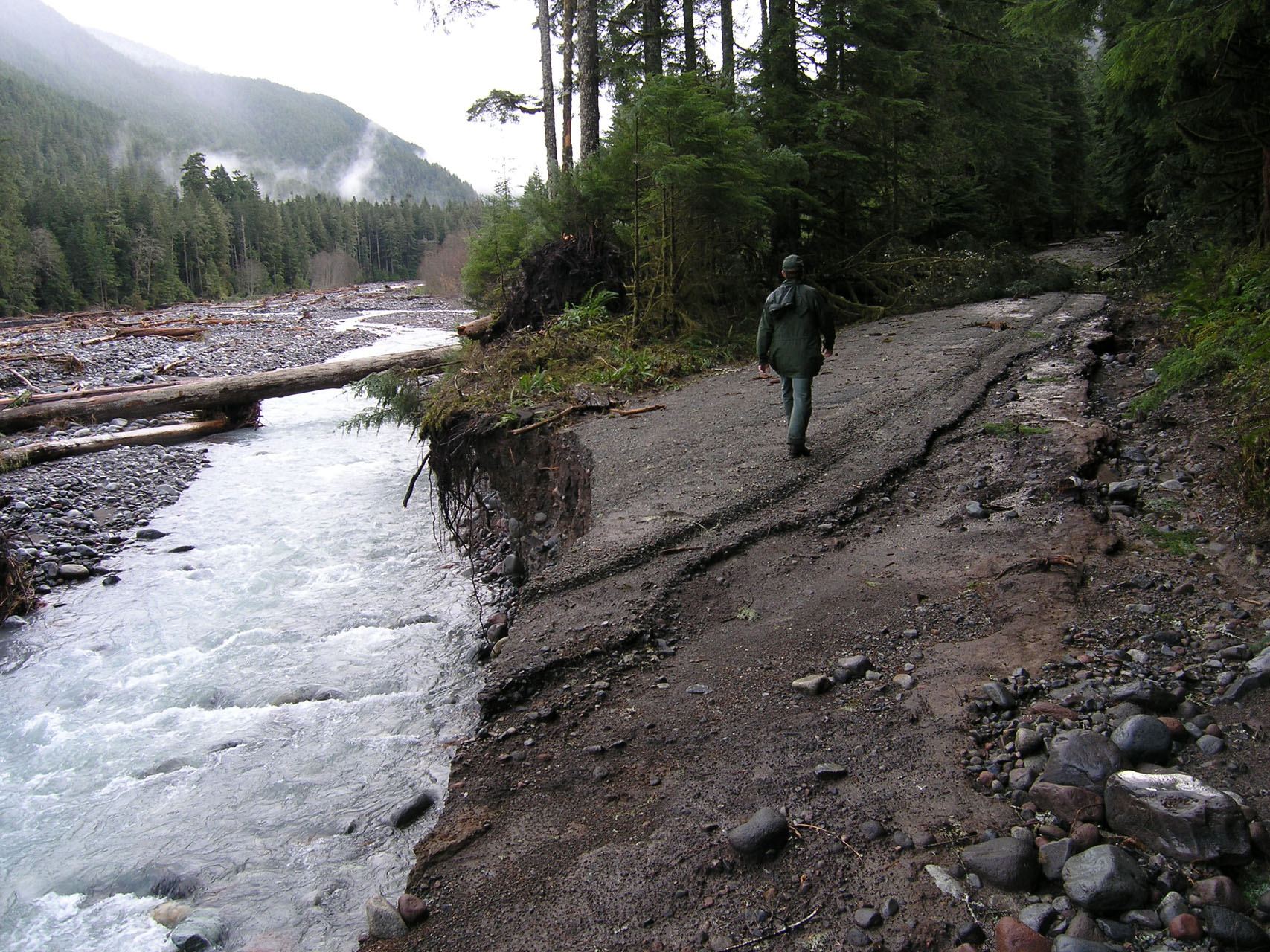
Berge érodée.
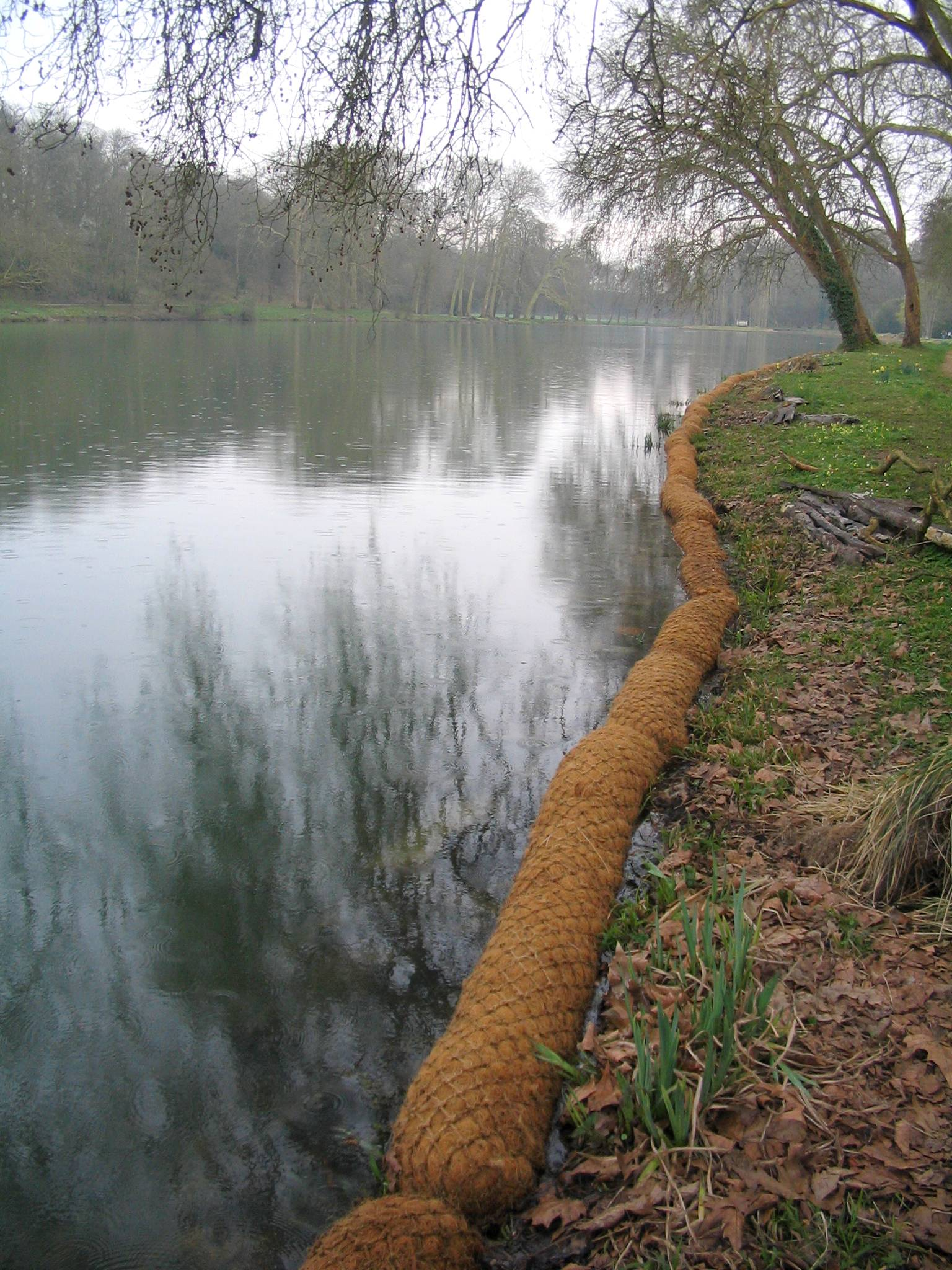
Boudins de renforcement de berge en fibre de coco. Parc J.J. Rousseau, Mars 2011.

## Galerie d'illustrations

Quelques types de berges…
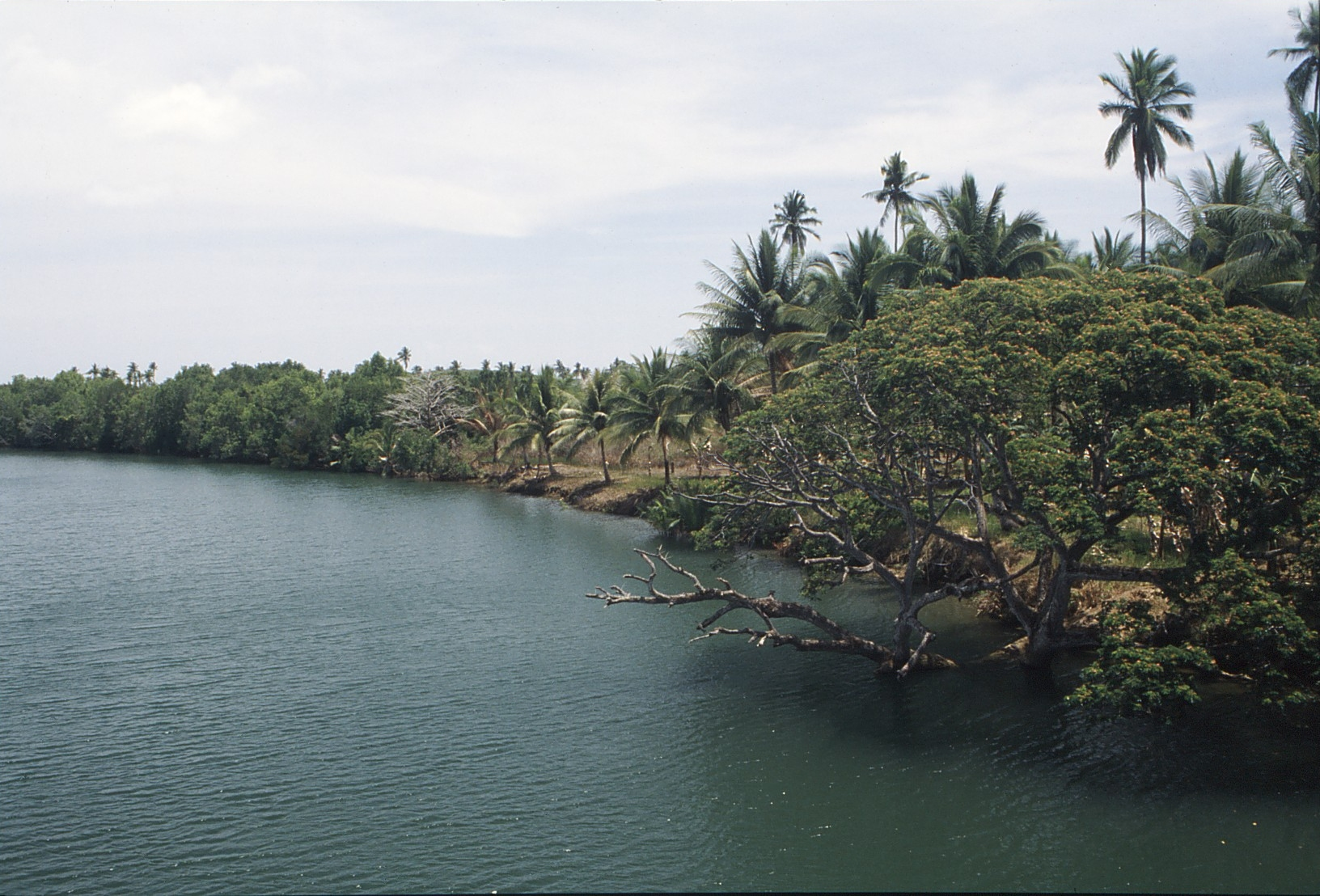
1992 : Berge relativement naturelle sur l'archipel des Philippines.
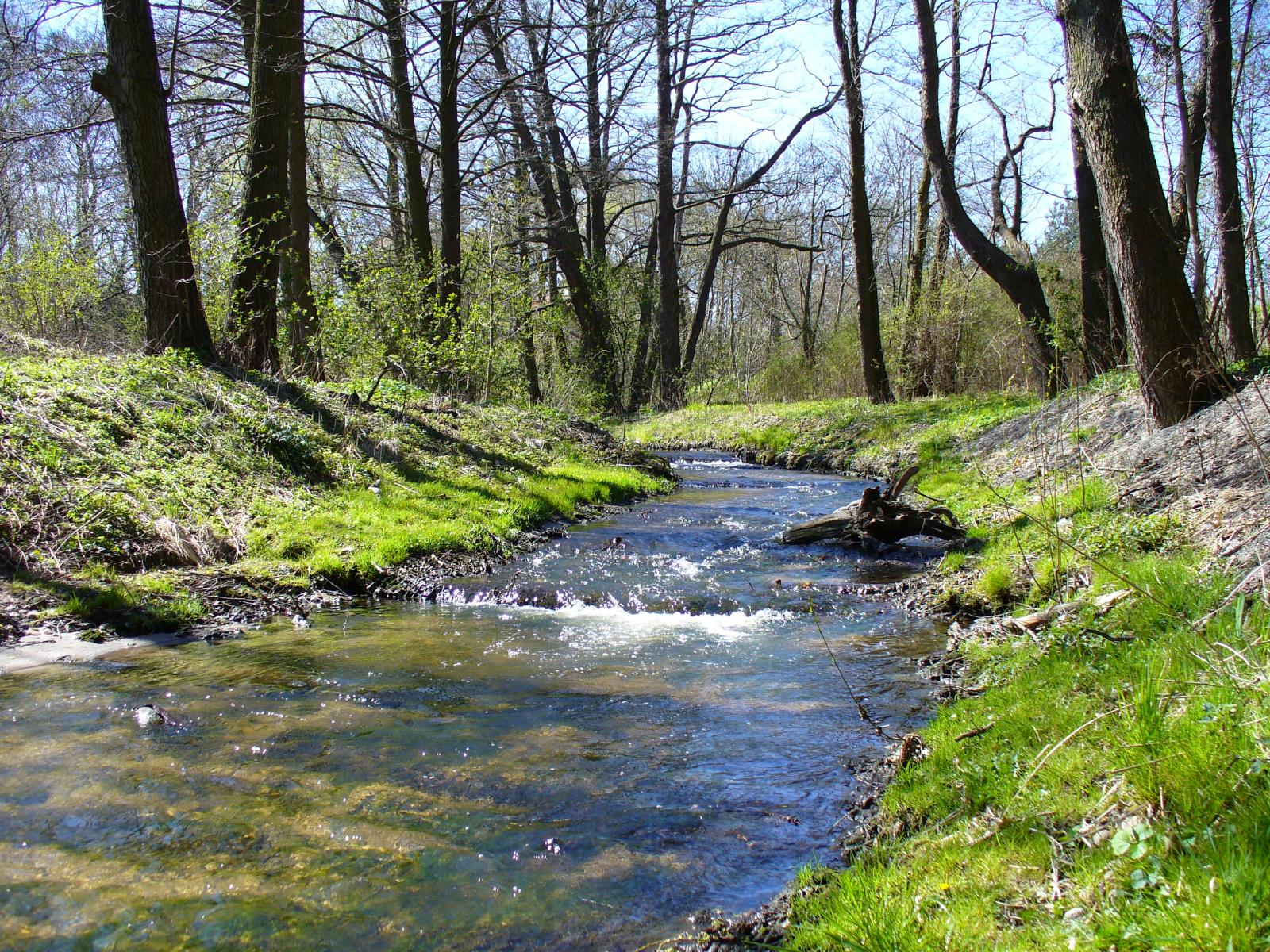
2007 : Berge du cours d'eau forestier de Kacza (pl) (Pologne).
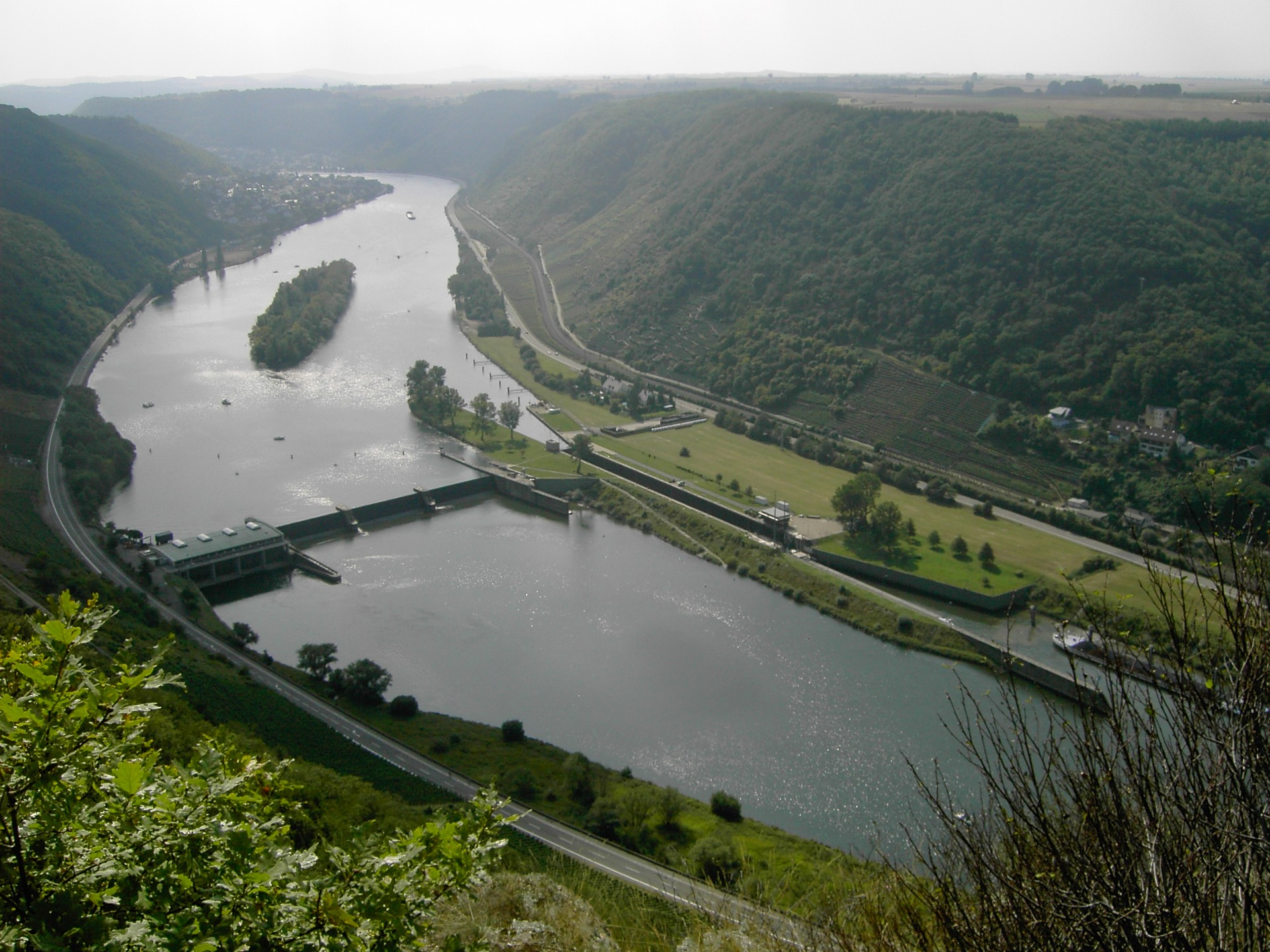
Versants naturels, mais berge et fleuve artificialisés.
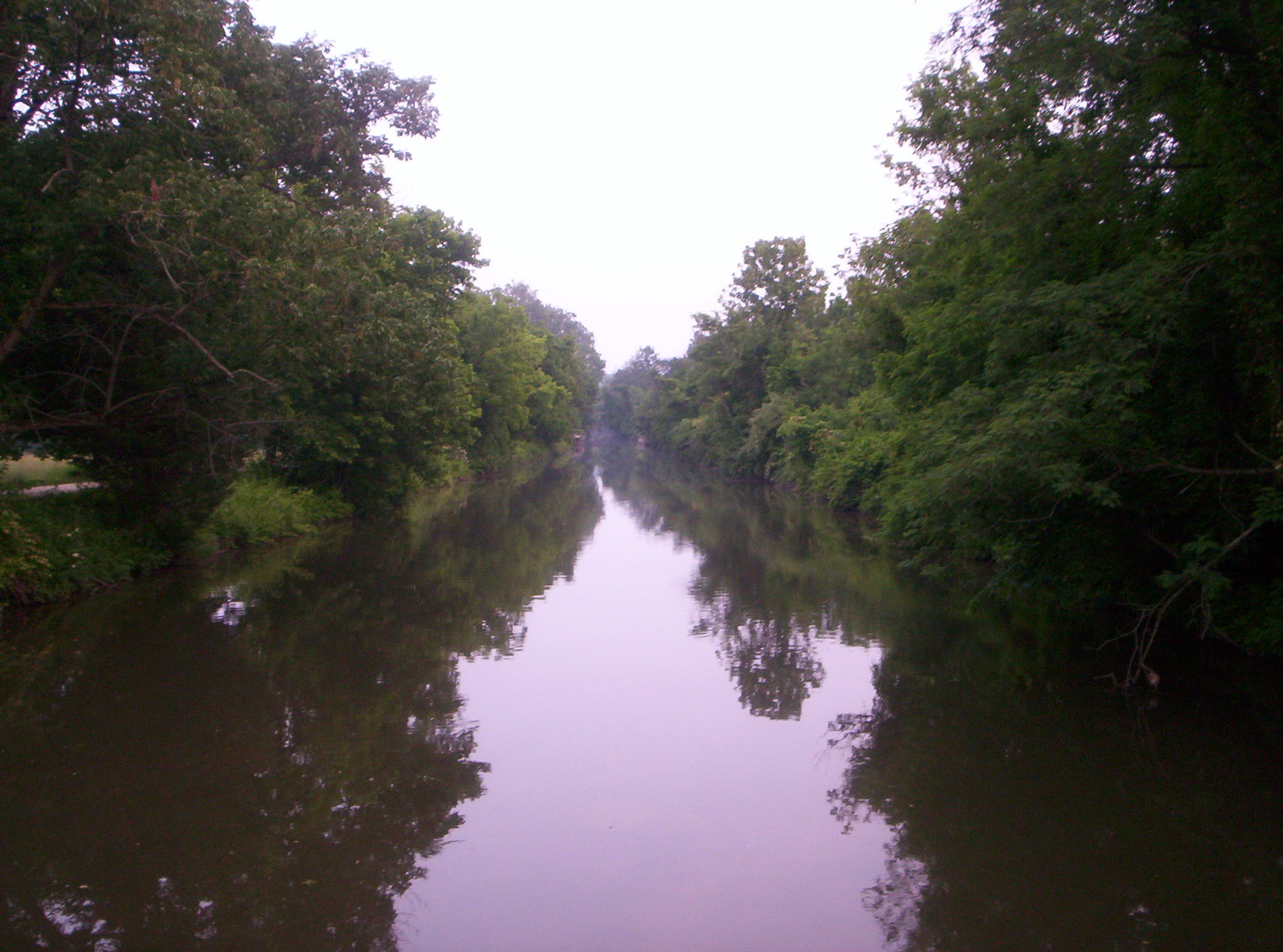
Berge d'un ancien canal (Delaware et Raritan, New Jersey).
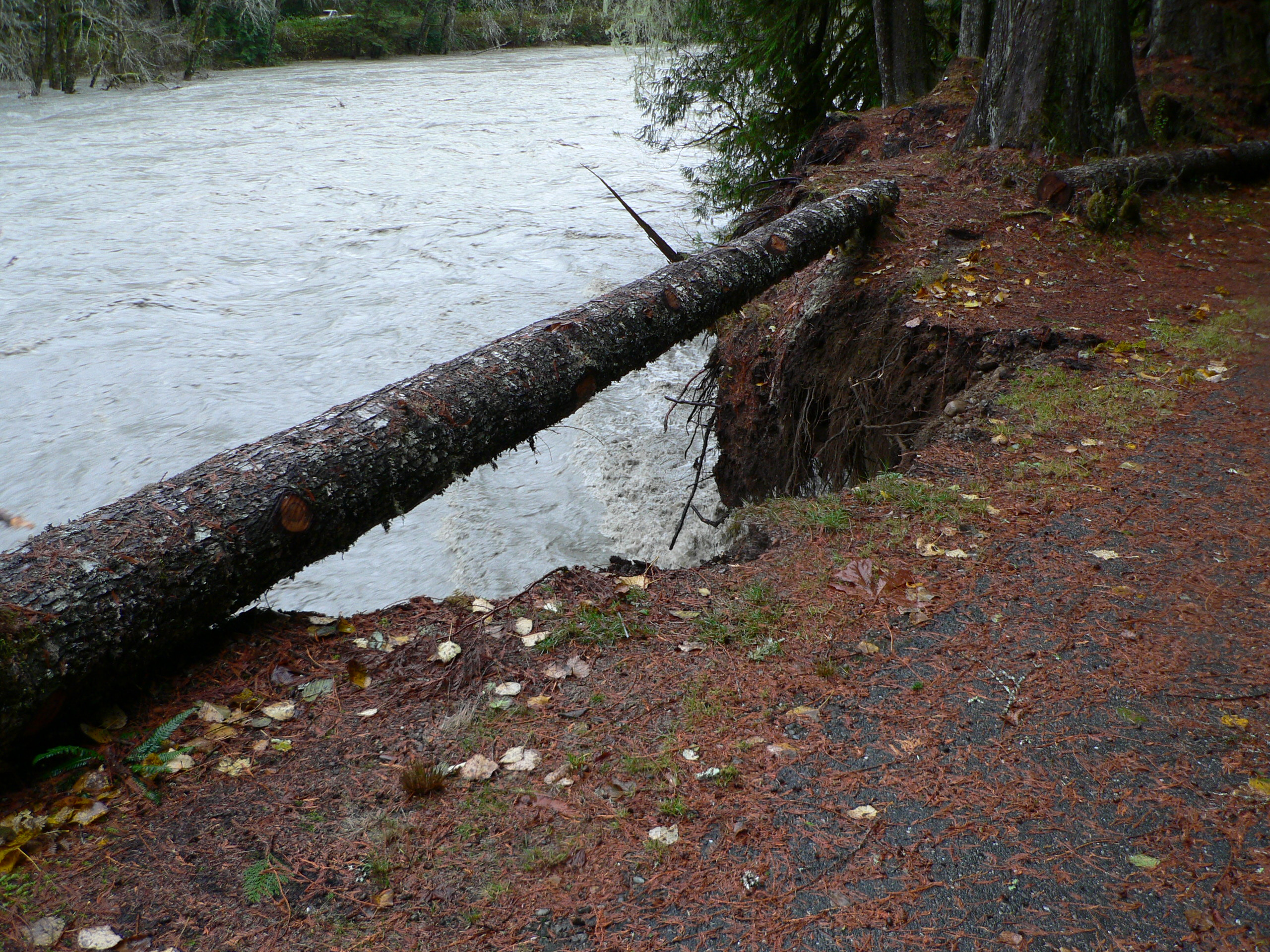
L'érosion est naturelle, combattue par le Génie végétal ou le Génie civil.
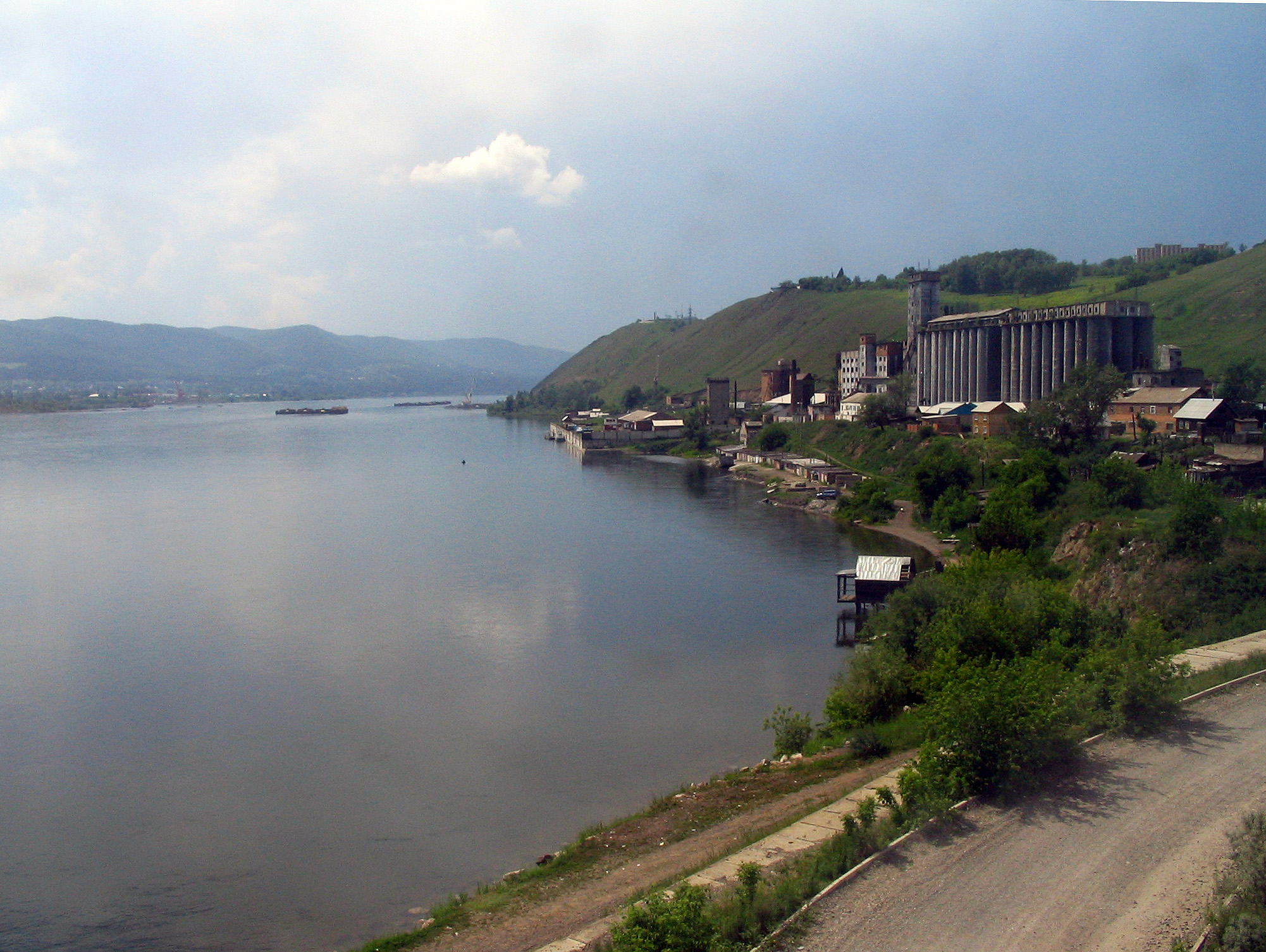
2006 : Artificialisation du fleuve Ienisseï près de Krasnoïarsk (Russie).
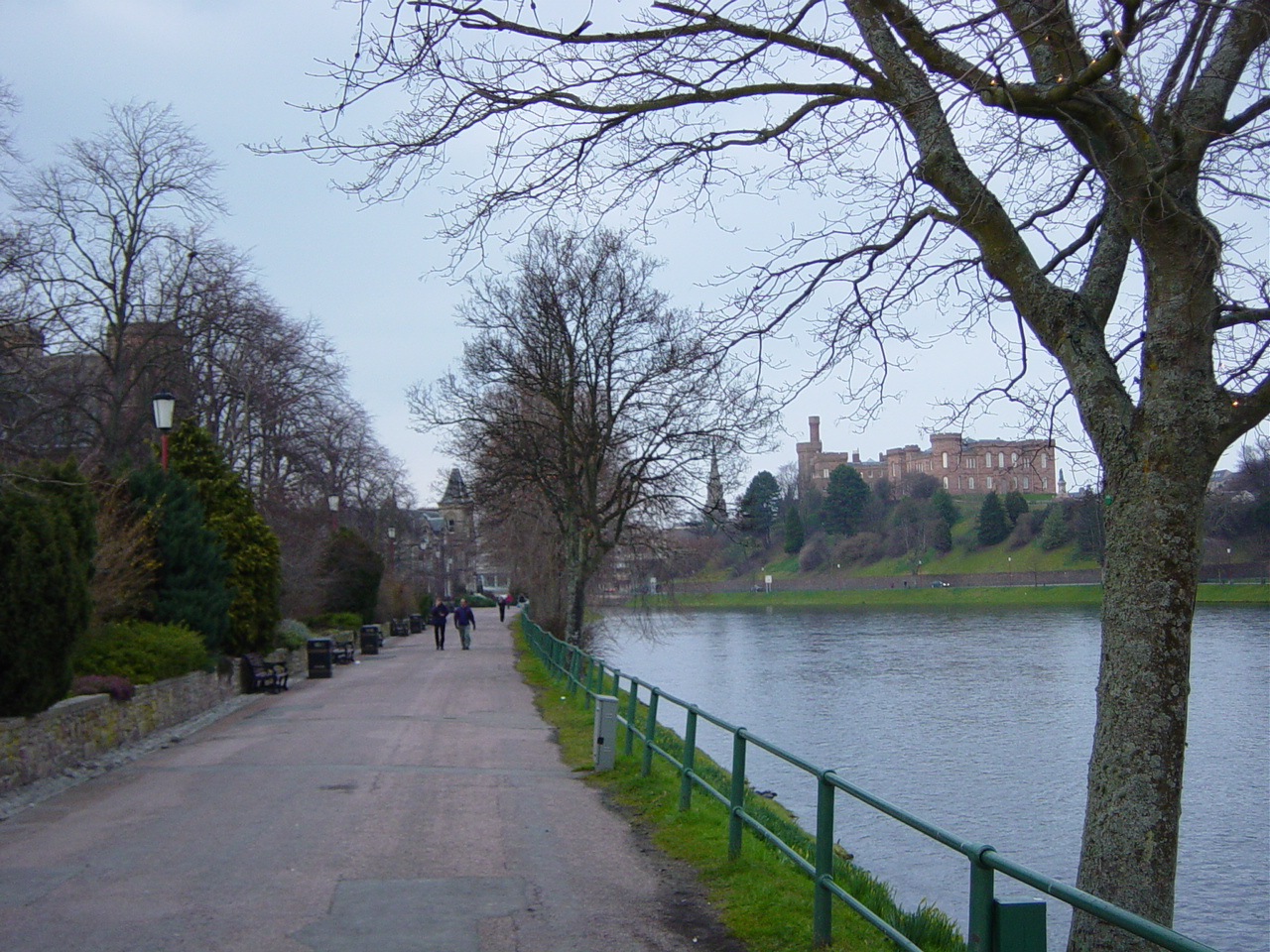
Les routes longeant les berges isolent le milieu aquatique du reste du paysage.
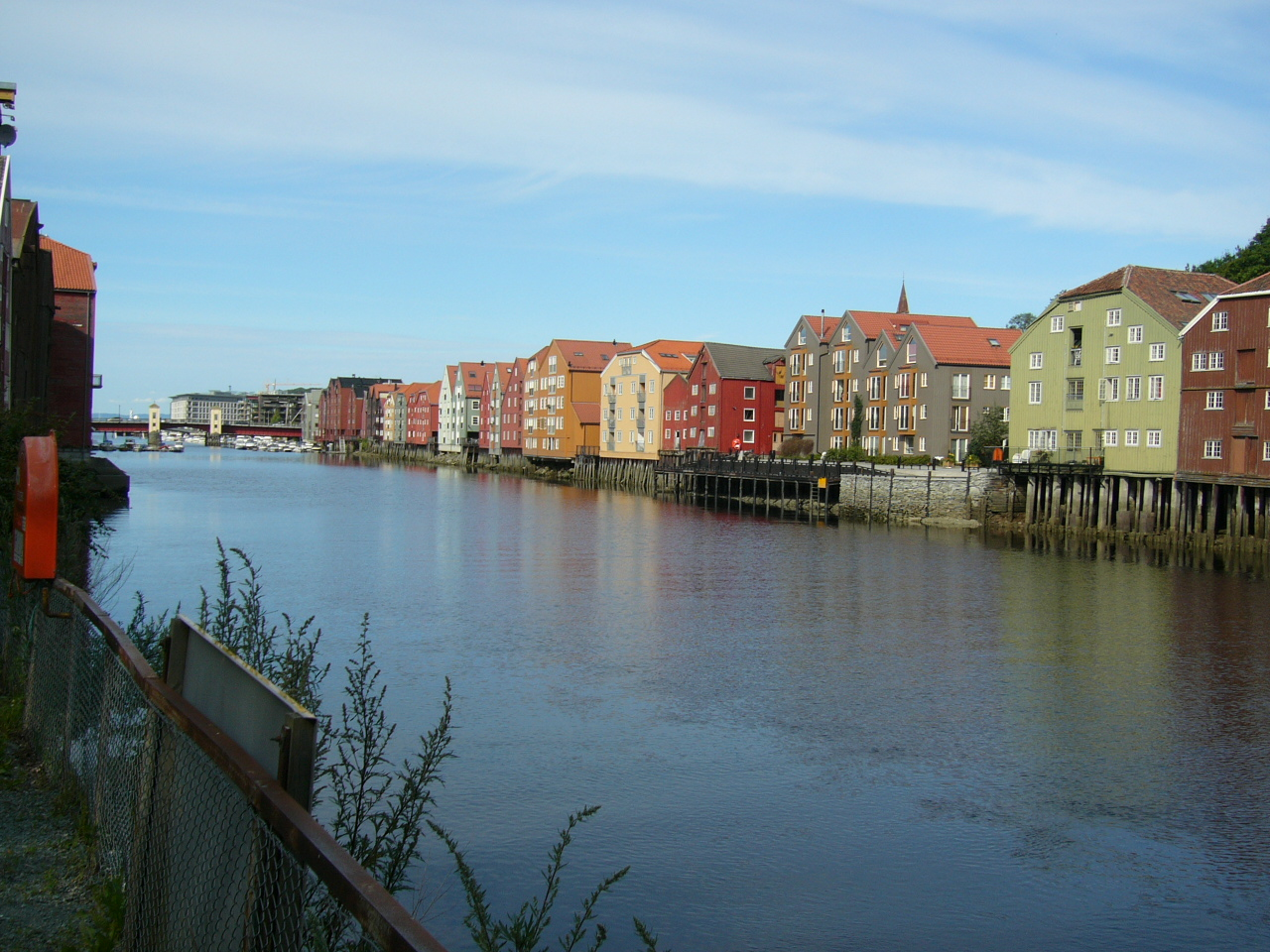
Ici, les maisons ont fait disparaître les berges de la Nidelva (Vieille ville de Trondheim, 2006).
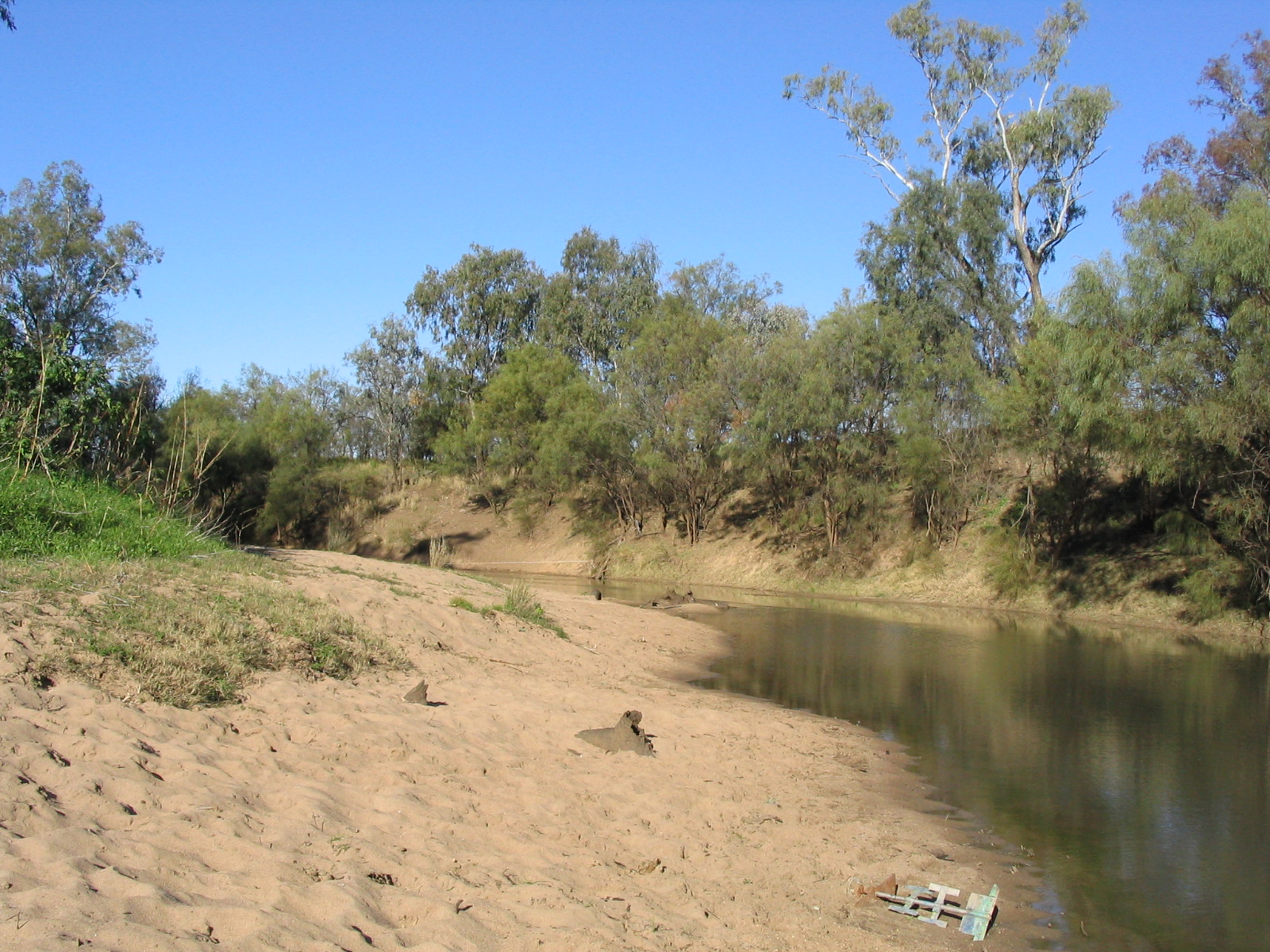
Berge sableuse, Rivière Namoi (NSW, Australie).
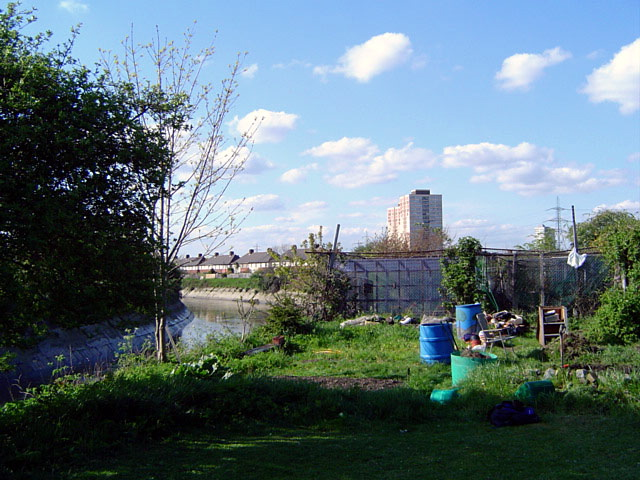
Autre type d'artificialisation (London's East End).
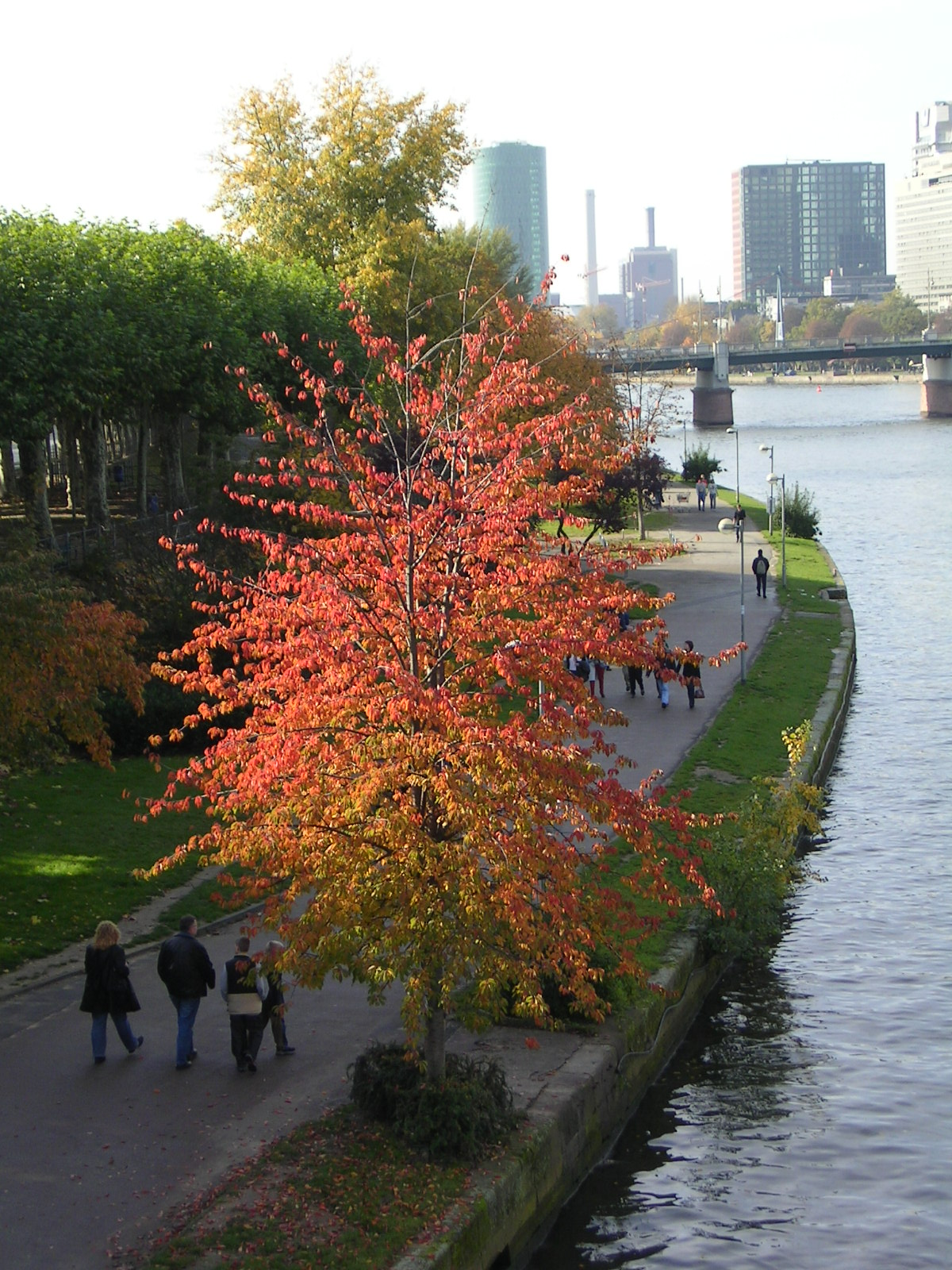
Artificialisation élevée d'une berge (Frankfort).
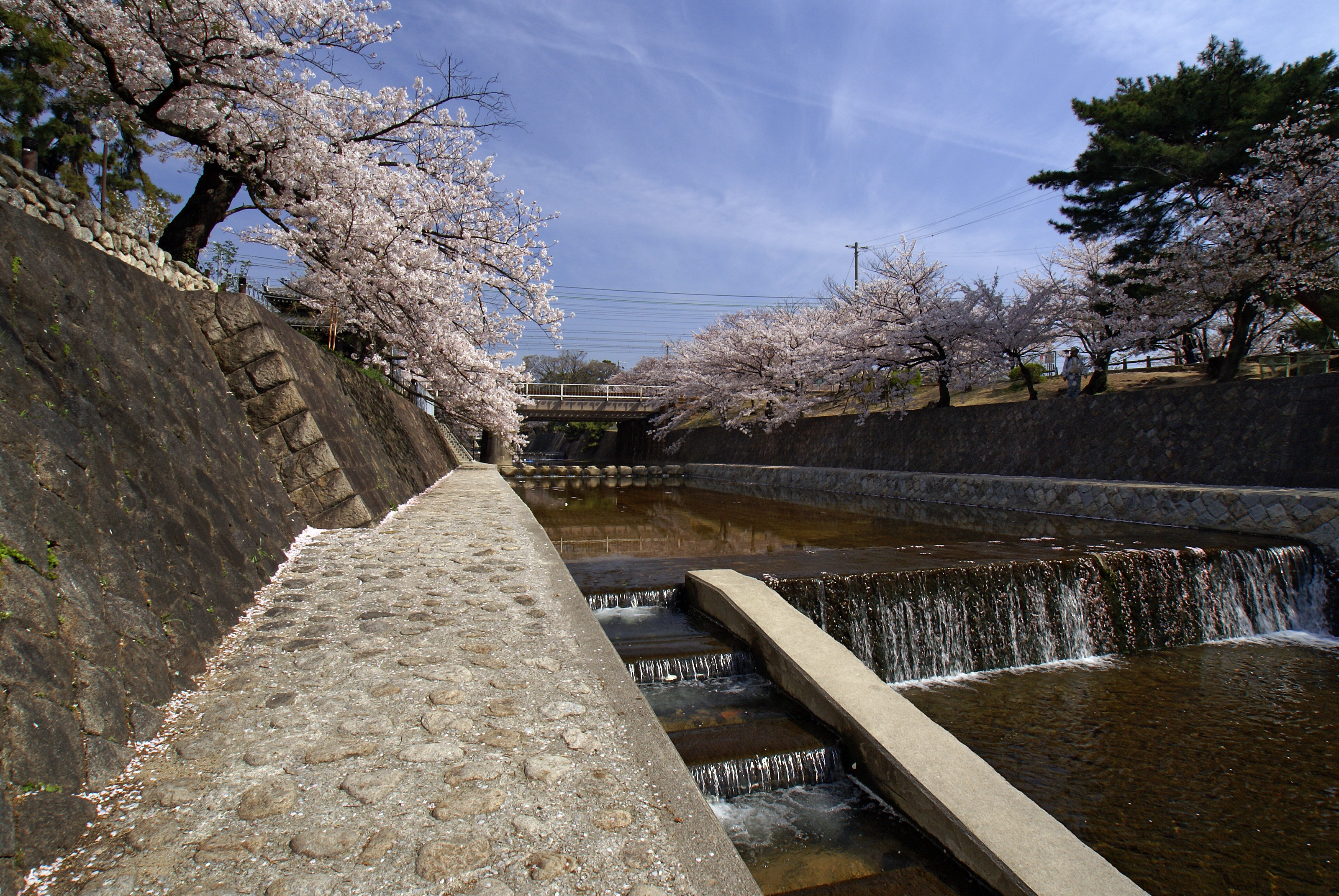
La passe à poissons rétablit une certaine continuité piscicole linéaire.
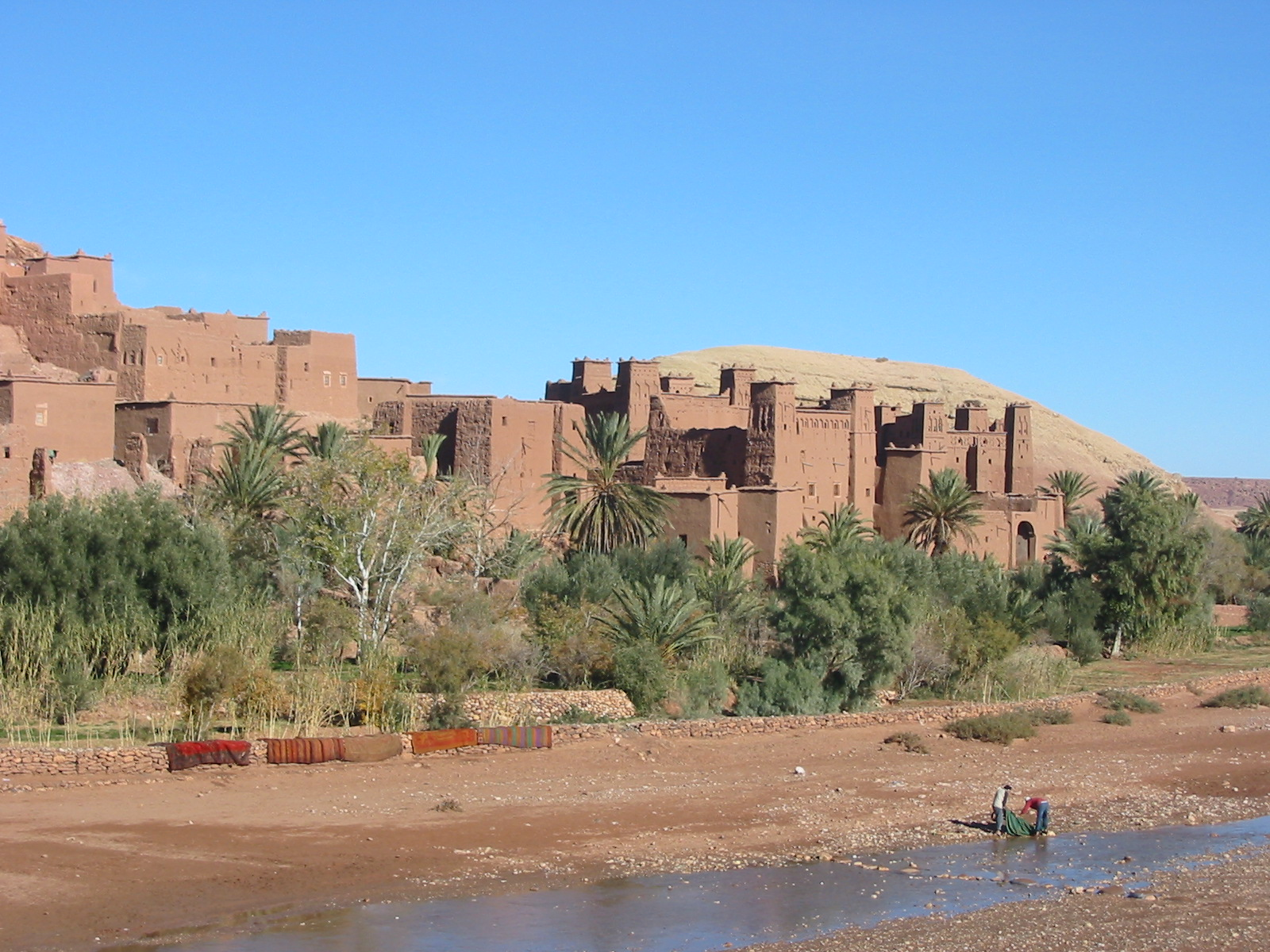
Aït Benhaddou n'a pas supprimé le corridor de végétation rivulaire.
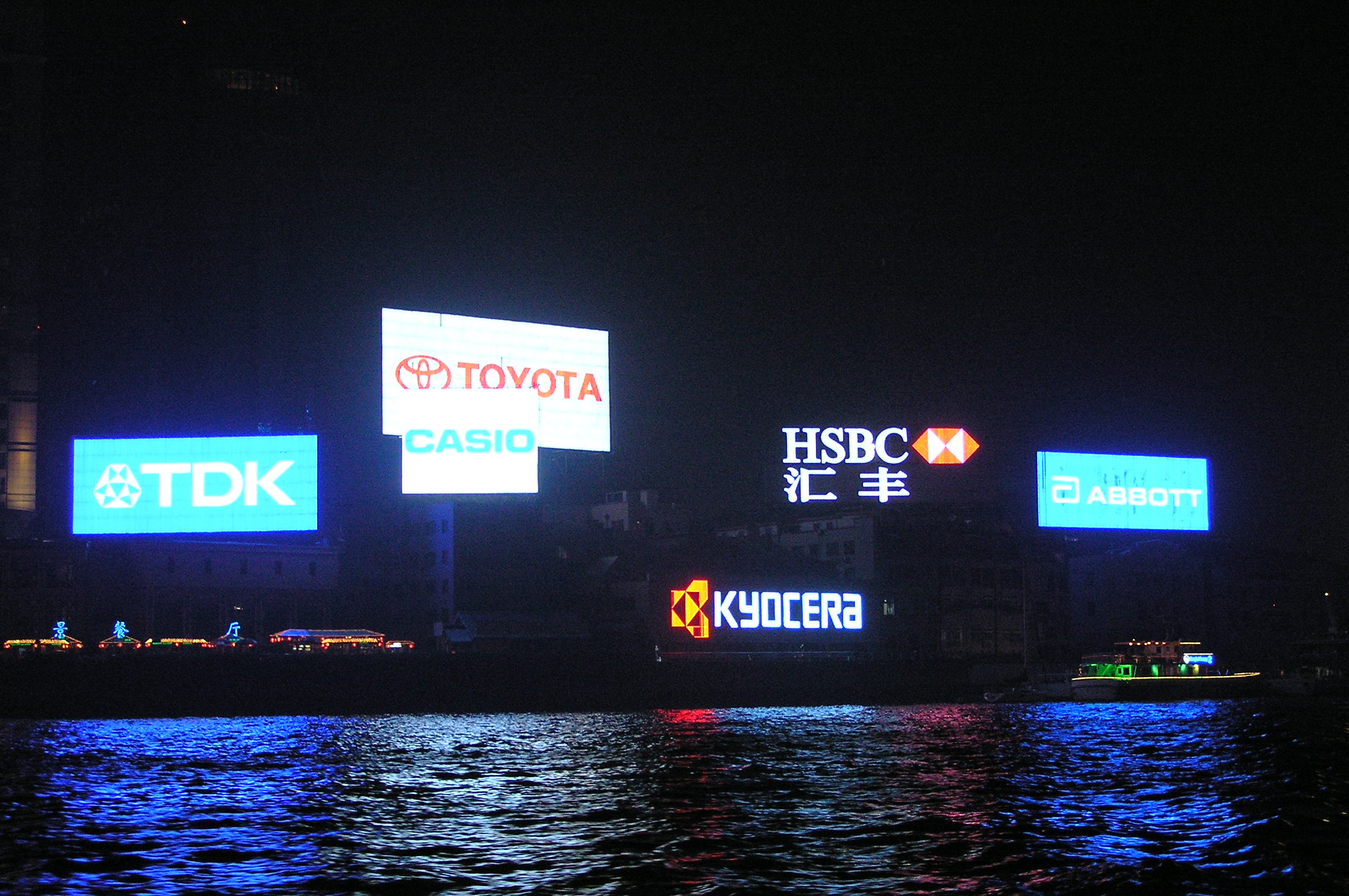
Rivière Huangpu près de Shanghai ; Artificialisation et pollution lumineuse.
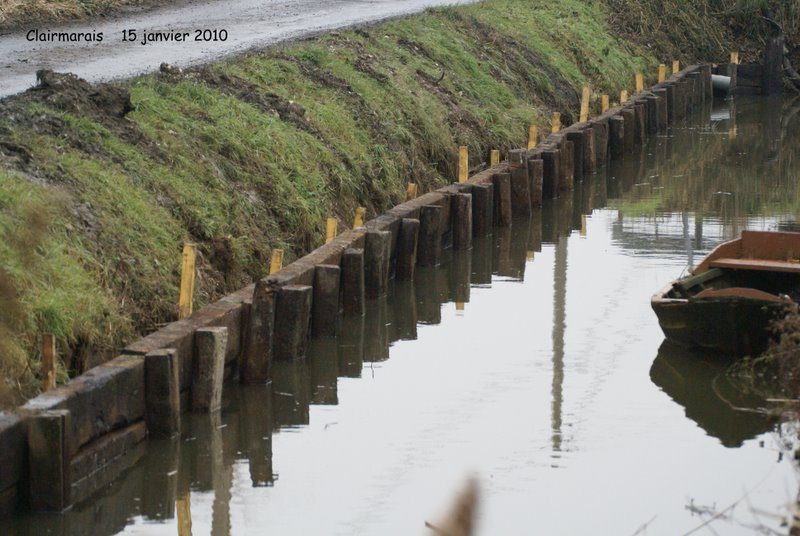
Traverses de voies ferrées, polluées par la créosote.
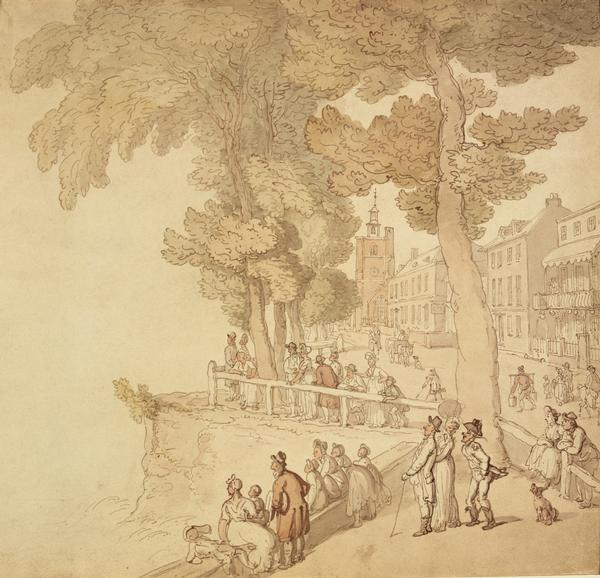
Londres vers 1800 : Attractions sur les berges de la Tamise.
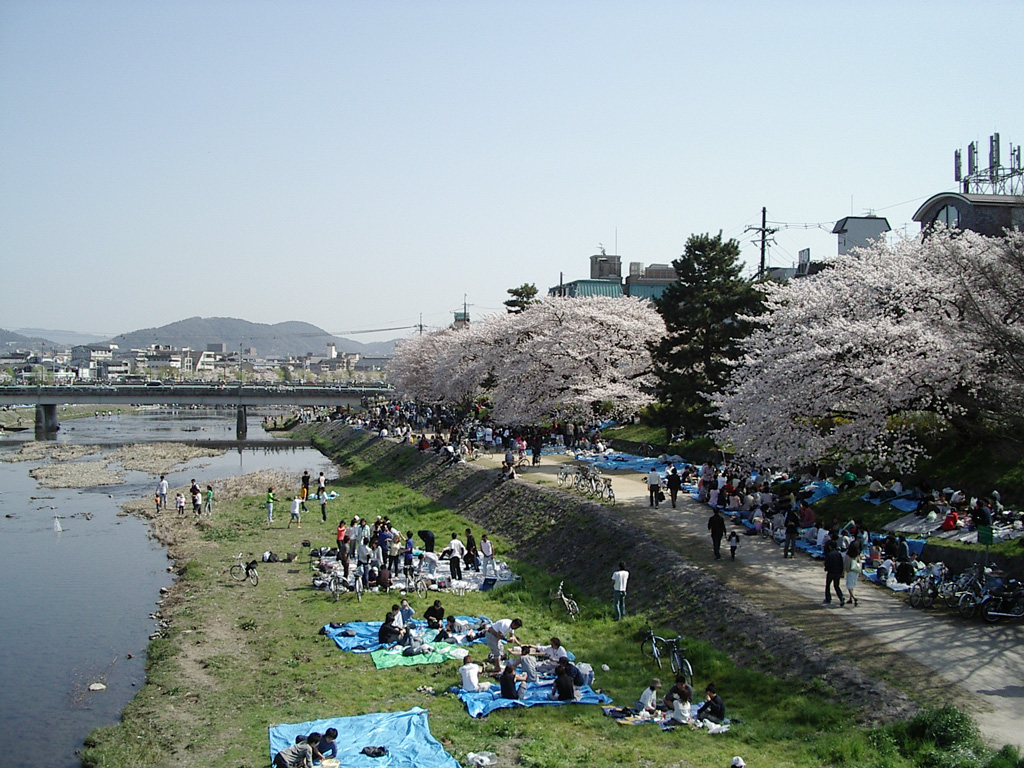
Berges de la rivière Kamogawa, Kyoto.
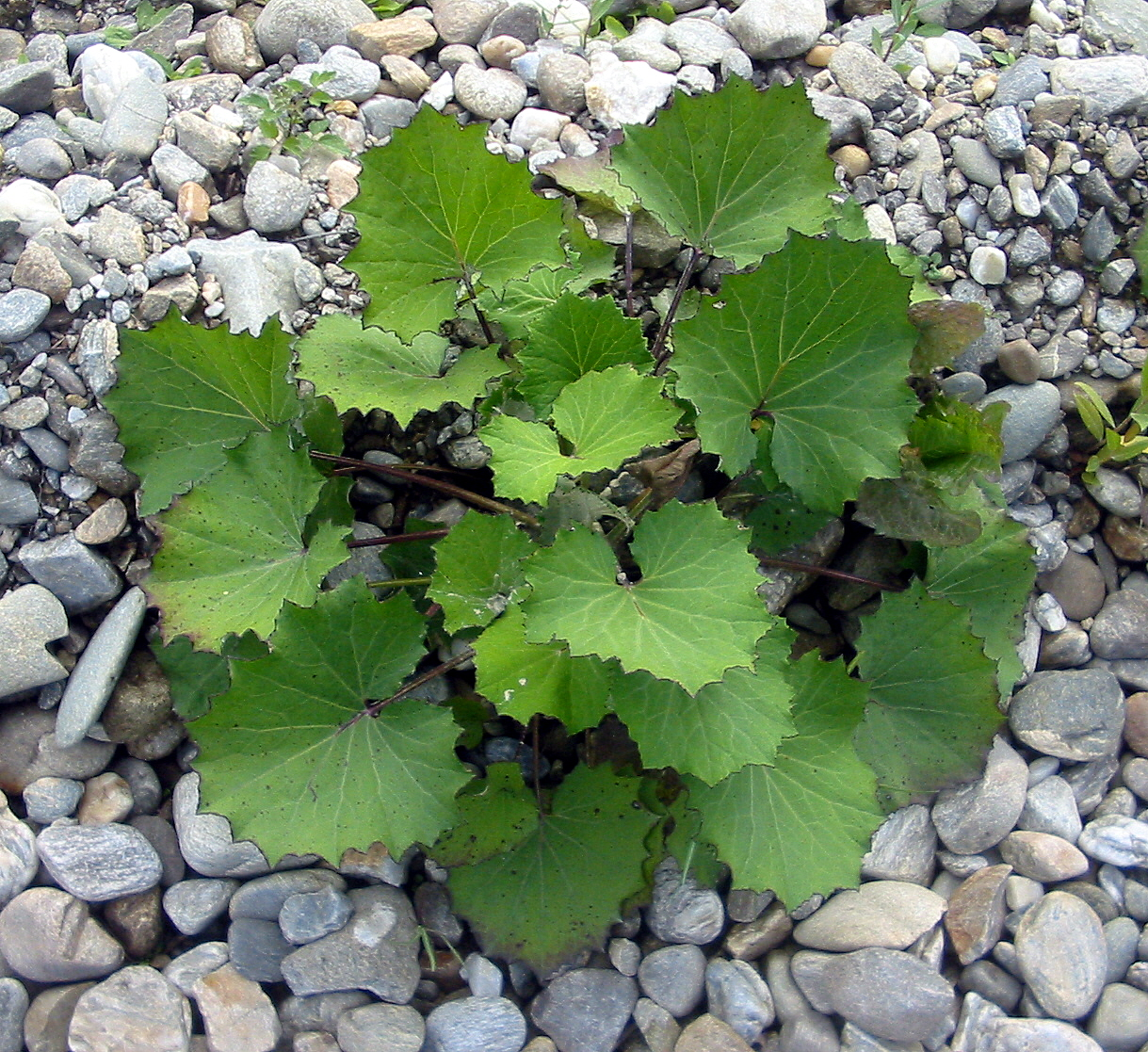
Les berges sont sans cesse remaniées par l'eau, sont colonisées par des espèces pionnières (ici Tussilago farfara).
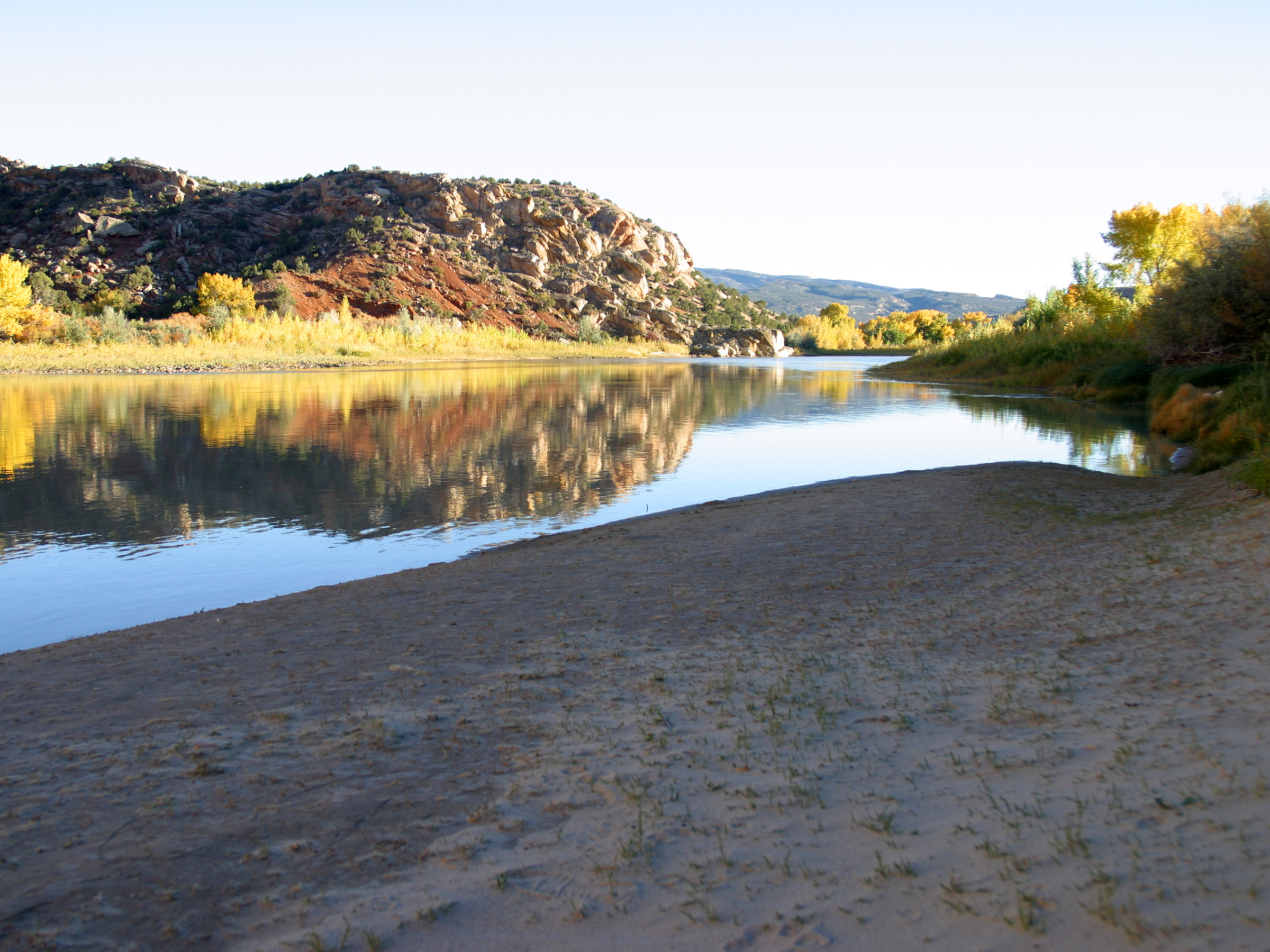
Des milieux variés et riches alternent sur les berges (Green River, centre des États-Unis, Utah ou Colorado).
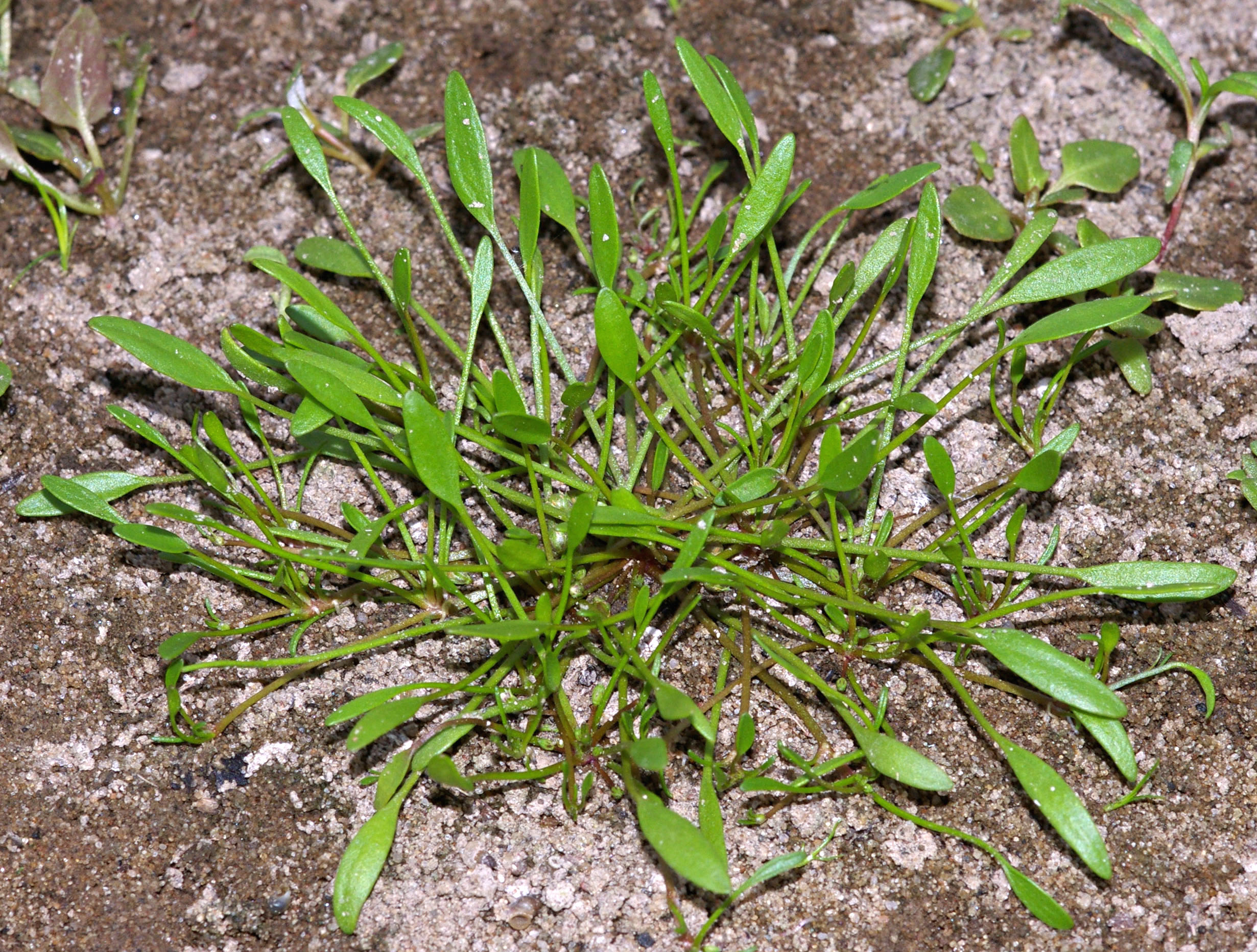
Limosella aquatica (berges sableuses de l'Elbe).
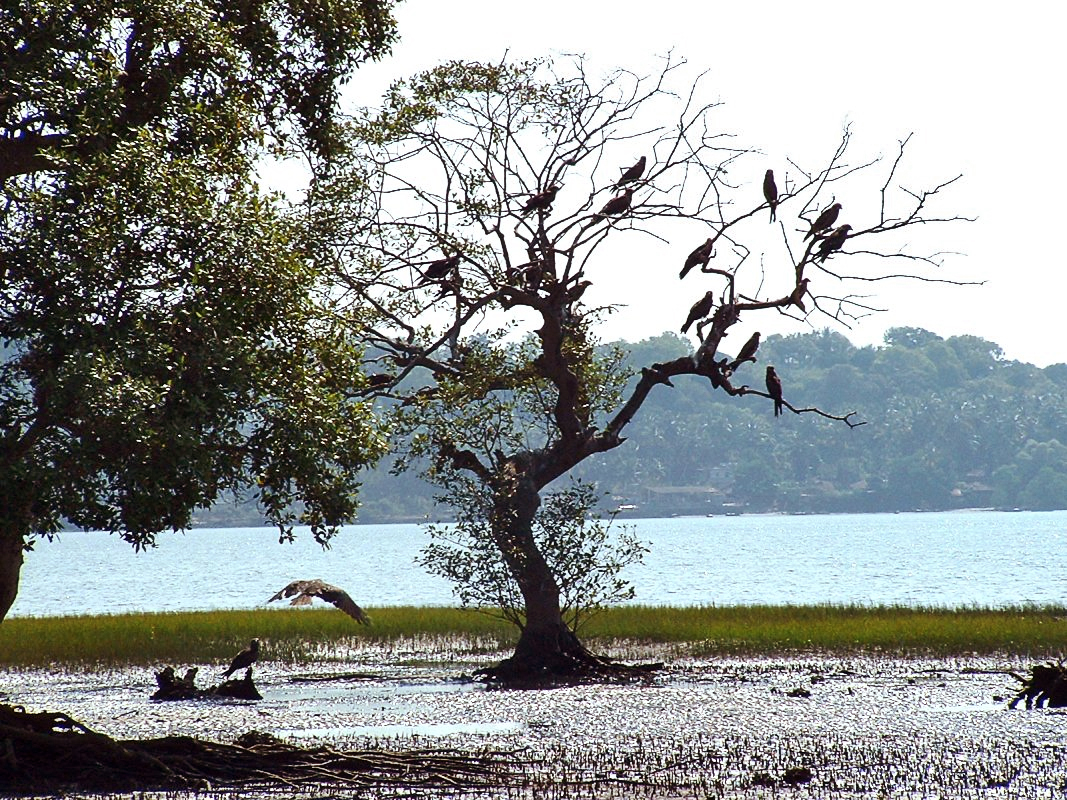
Vasières déposées par le ralentissement du courant (Rivière Chapora, Inde).
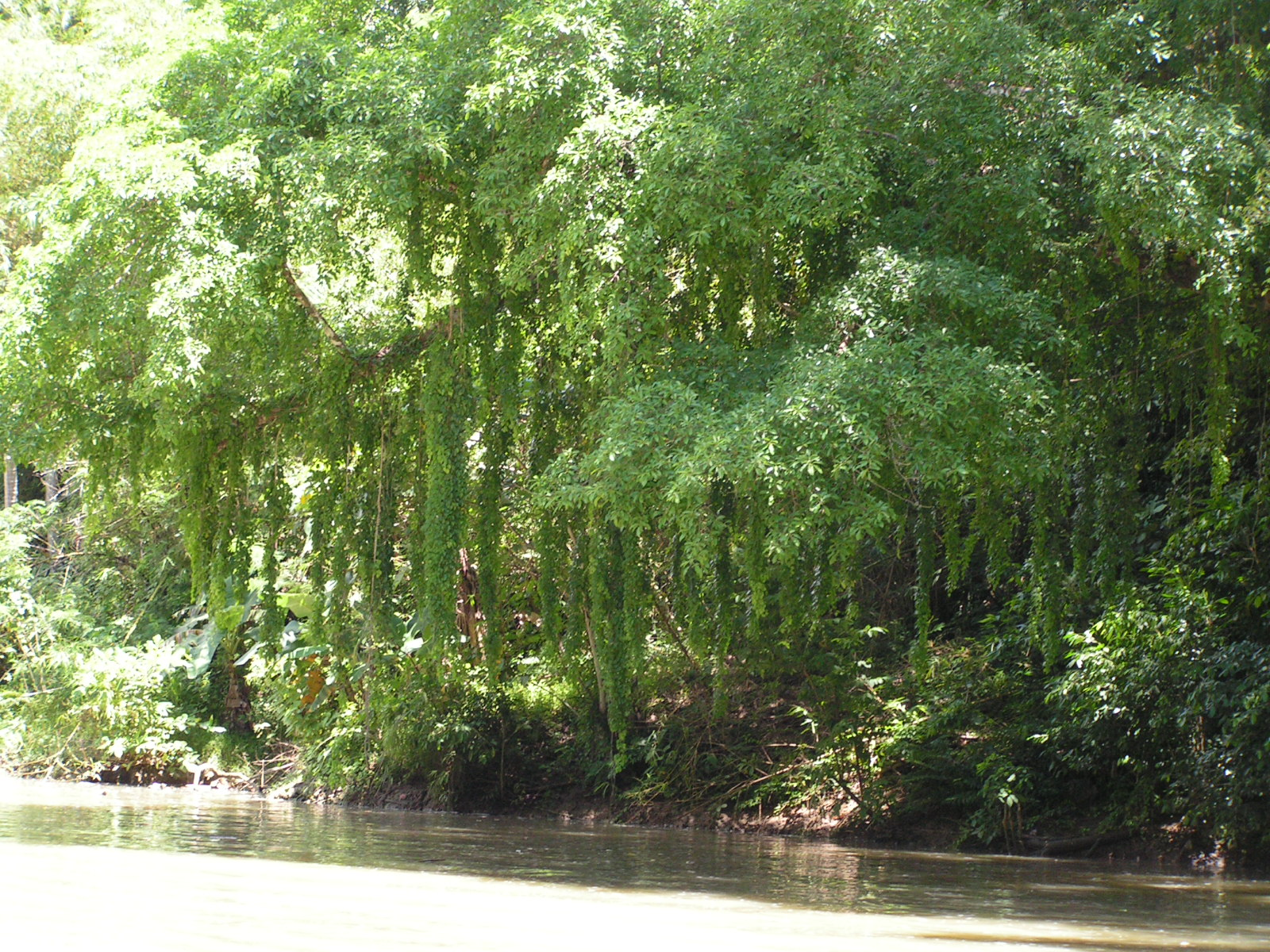
Les épiphytes profitent souvent de l'humidité plus importante près des berges.
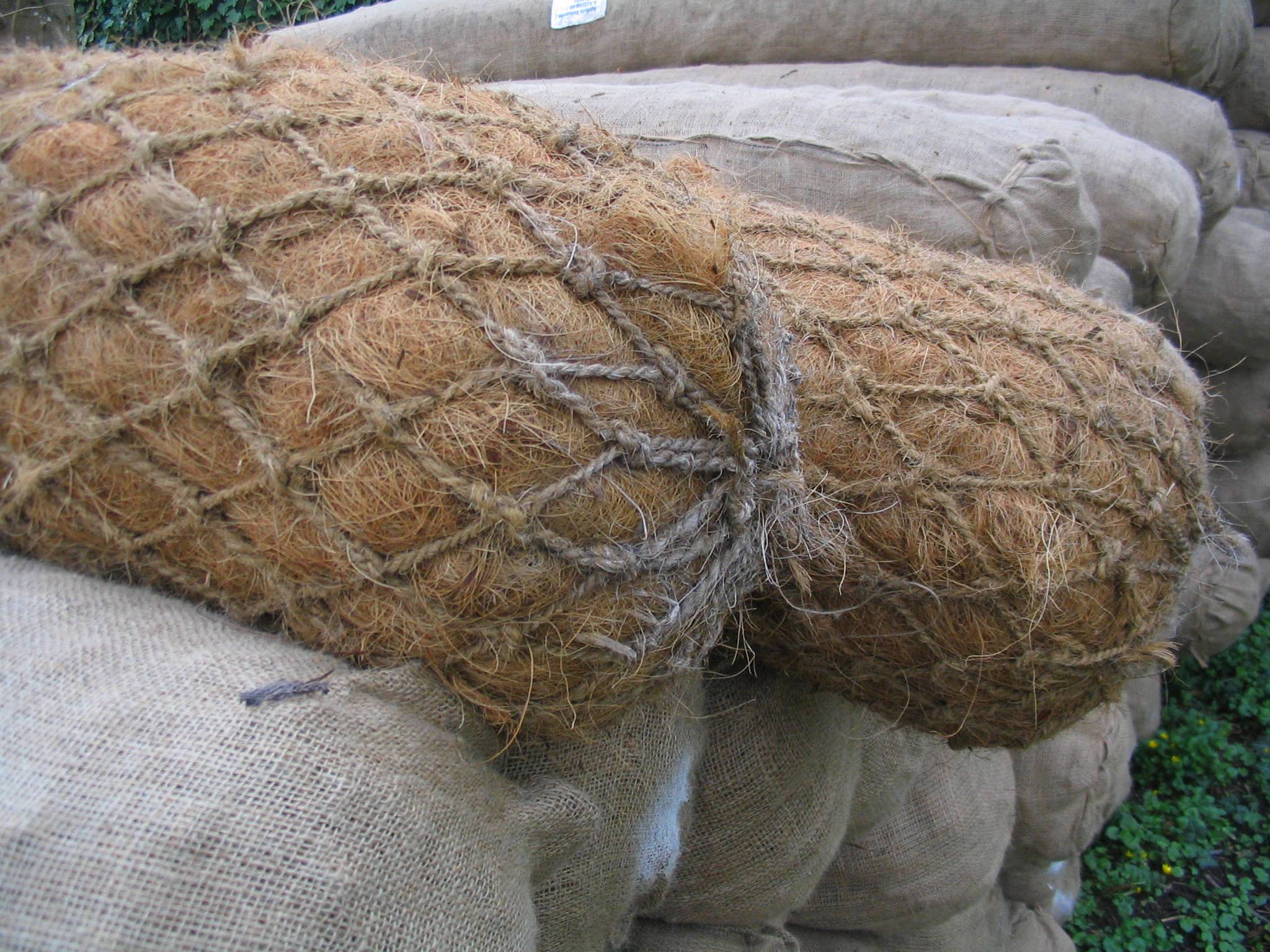
Boudins en fibre de coco pour le maintien des berges, origine Pays-Bas.